# Dinastía Ming
La dinastía Ming, (chino: 明朝) oficialmente Gran Ming (chino: 大明, Wade-Giles: Ta Ming, pinyin: Dà Míng) fue la penúltima dinastía de China, que gobernó entre los años 1368 y 1644, tras la caída de la dinastía mongol Yuan.
Algunos historiadores describen a los Ming como “una de las mayores eras de gobierno disciplinado y estabilidad social de la historia humana”. Ming gobernó el país durante 276 años, y fue la última dinastía en China gobernada por la etnia han. Aunque Pekín, la capital Ming, cayó en 1644 en una rebelión liderada por Li Zicheng (quien estableció la dinastía Shun, que fue rápidamente sustituida por la dinastía Qing, de origen manchú), sobrevivieron hasta 1662 algunos regímenes leales al trono Ming, conocidos comúnmente como los Ming del Sur.
Bajo el gobierno de los Ming se construyó una vasta flota y un extenso ejército permanente de un millón de efectivos. Aunque ya se habían llevado a cabo expediciones comerciales y diplomáticas desde China en periodos anteriores, la flota tributaria del almirante eunuco musulmán Zheng He durante el siglo XV superó a todas las demás en tamaño. Se realizaron numerosos proyectos de construcción, incluyendo el Gran Canal, la Gran Muralla y la fundación de la Ciudad Prohibida en Pekín durante el primer cuarto del siglo XV. Se estima que la población a finales del reinado de los Ming era de entre 160 y 200 millones de personas.
El emperador Hongwu, que reinó entre 1368 y 1398, intentó crear una sociedad de comunidades rurales autosuficientes en un sistema rígido e inmóvil que no necesitasen involucrarse en la vida comercial de los centros urbanos. Su reconstrucción de la base agrícola china y la mejora de las vías de comunicación a través de un sistema de caminos militarizados tuvo el efecto inesperado de generar un gran excedente agrícola que pudo ser vendido en florecientes mercados cercanos a las vías de comunicación. La cultura rural y comercial recibió la influencia de las modas urbanas. Los escalones más altos de la sociedad, equiparados a la baja nobleza, se vieron igualmente afectados por esta nueva cultura centrada en el consumo. Alejándose de las tradiciones, las familias comerciantes comenzaron a integrarse en el seno de la administración y de la burocracia y adoptaron los rasgos culturales y las prácticas de la nobleza. Paralelo a esta evolución de la sociedad y del comercio, hubo cambios en el pensamiento filosófico, las instituciones gubernamentales y en las artes y la literatura.
Hacia el siglo XVI, la economía Ming se estimuló por el comercio con los portugueses, los somalíes, los españoles y los neerlandeses. China se vio envuelta en un incipiente comercio global de materiales, plantas, animales, comida y grano conocido como comercio colombino. El comercio con las potencias europeas y Japón trajo enormes cantidades de plata, lo que sustituyó al cobre y al papel moneda como el medio común de intercambio en China. Durante las últimas décadas de los Ming, el flujo de plata en China disminuyó en gran medida, minando las arcas estatales. Este daño a la economía Ming tuvo varios factores: los efectos en la agricultura de la Pequeña Edad de Hielo, desastres naturales y epidemias. El consiguiente desgaste de las autoridades y la escasez de sustento permitieron a los líderes rebeldes como Li Zicheng desafiar la autoridad de los Ming.
Entre muchas otras cosas que se crearon durante la dinastía Ming, figuran los indicadores de tipo mojones, que fueron creados en el siglo XV y estaban ubicados cerca de las puertas de la ciudad.
Eran estructuras de piedra o madera con inscripciones o puntos de referencia que servían para que las personas se guiaran.

## Historia

### Fundación

#### Revuelta y rivalidad entre los rebeldes

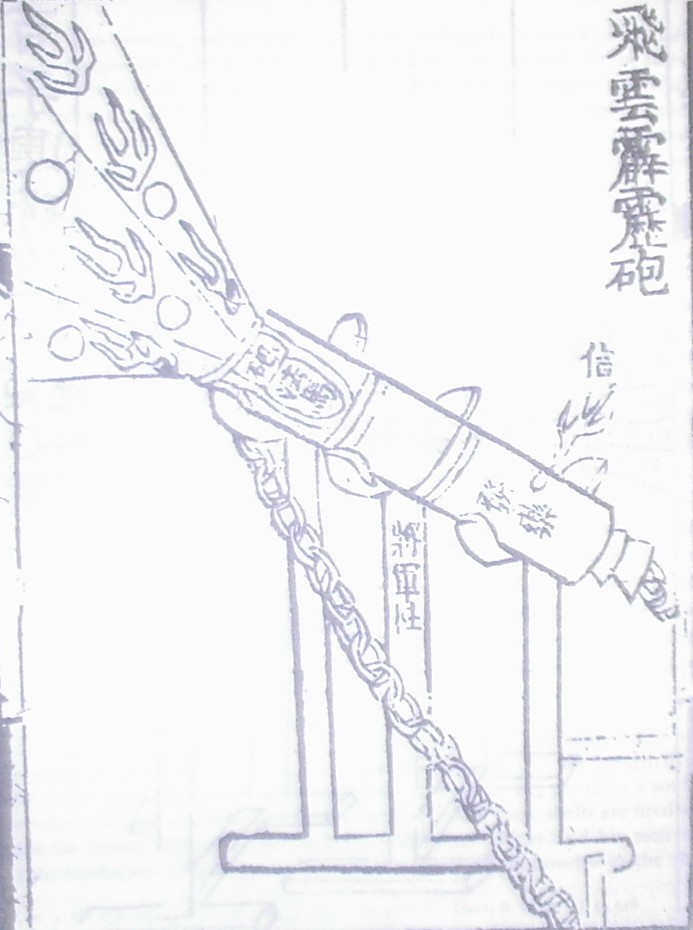
Cañón del Huolongjing, compilado por Jiao Yu y Liu Ji.

La dinastía Yuan (1271-1368), establecida tras la invasión mongola dirigida por Kublai Kan, precedió a la fundación de la dinastía Ming. Además de una discriminación institucional contra los han que generó gran resentimiento, la expulsión de los Yuan se debió a los altos impuestos en las regiones, la alta inflación y las graves inundaciones del río Amarillo, debidos al abandono de los proyectos de irrigación. Por consecuente, la agricultura y la economía estaban arruinadas y la revuelta estalló entre los cientos de miles de agricultores que habían sido llamados a reparar los diques del río Amarillo.
Muchos grupos de han, entre ellos los Turbantes Rojos se alzaron en rebelión en 1351. Los Turbantes Rojos estaban afiliados al Loto Blanco, una sociedad secreta budista. Zhu Yuanzhang era un agricultor pobre y un monje budista que se unió a los Turbantes Rojos en 1352 y se forjó una reputación al casarse con la hija adoptiva de un comandante rebelde. En 1356, las fuerzas de Zhu tomaron la ciudad de Nankín, la cual se convertiría posteriormente en la capital de los Ming.
Con el desmoronamiento de la dinastía Yuan, muchos grupos rebeldes comenzaron a enfrentarse por el control del país y el derecho a establecer una nueva dinastía. En 1363, Zhu Yuanzhang eliminó a su peor enemigo, el líder de la facción rebelde Chen Youliang, en la batalla del lago Poyang, en la que fuera posiblemente una de las mayores batallas navales de la historia. Gracias al uso de brulotes, los 200 000 marinos de Zhu consiguieron vencer a la flota rebelde pese a ser esta superior en número. La victoria eliminó a la última facción rebelde, lo que dejó a Zhu Yuanzhang como dueño incontestable del rico valle del Yangtsé y le permitió afianzar su poder en el Sur. Tras la sospechosa muerte del jefe de los Turbantes Rojos cuando era un invitado de Zhu en 1367, ya no había nadie que pudiera impedir su acceso al trono e hizo públicas sus ambiciones imperiales al enviar su ejército hacia la capital Yuan Dadu (actual Pekín) en 1368. El último emperador Yuan se refugió en el norte, en Shangdu y Zhu anunció la fundación de la dinastía Ming tras arrasar el palacio Yuan de Dadu. La ciudad fue renombrada como Beiping y Zhu Yuanzhang tomó el nombre de Hongwu (Extremadamente Militar, en chino).

#### Reinado del emperador Hongwu
Hongwu realizó un inmediato esfuerzo para reconstruir las infraestructuras del país. Hizo construir un muro de 48 km alrededor de Nankín, así como numerosos palacios y centros administrativos. El libro de los Ming afirma que desde 1364 Zhu había comenzado a redactar un nuevo código penal confuciano, el Da Ming Lü, que se terminó en 1397 y recuperaba algunos elementos del código Tang del año 653. Hongwu organizó un sistema militar llamado weisuo, similar al sistema fubing de la dinastía Tang (618-907).

Retrato del emperador Hongwu (gobernó en 1368–98)

En 1380, Hongwu mandó ejecutar a su canciller Hu Weiyong (胡惟庸) tras los rumores de golpe de Estado. Abolió ese puesto y asumió las funciones de emperador y de primer ministro, lo que siguieron haciendo la mayoría de sus herederos. Cada vez más desconfiado de sus ministros y discípulos, Hongwu creó la Jinyi Wei, una policía secreta formada por sus propios guardias. Esta fue parcialmente responsable de la muerte de 100 000 personas en numerosas purgas que hubo durante las tres décadas de mandato de Hongwu.

#### Frontera Sudoeste

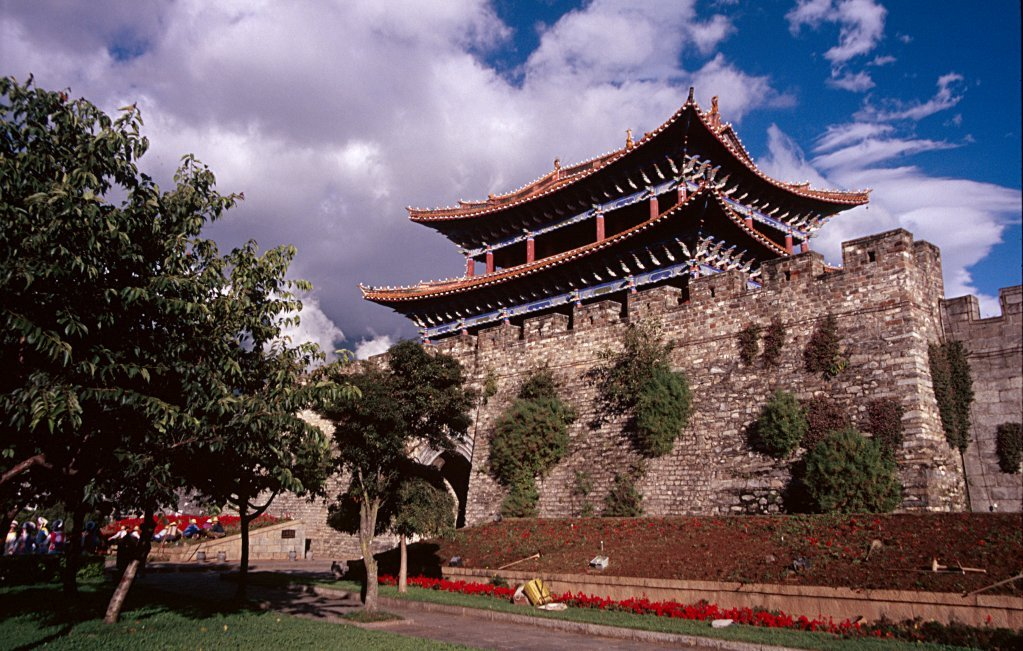
La antigua puerta sur de la ciudad de Dali (Yunnan)

En Qinghai, el pueblo musulmán salar se sometió voluntariamente al poder de los Ming, al capitular sus líderes hacia el año 1370. Las tropas uigures del general Hala Bashi aplacaron las rebeliones Miao de la década de 1370 y se asentaron en Changde, Hunan. Las tropas Hui musulmanas también se asentaron en Changde tras servir en las campañas de los Ming contra las tribus aborígenes. En 1381, la dinastía Ming se anexionó las áreas del sudoeste (Yunnan) que habían pertenecido al reino de Dali tras la conquista por los ejércitos Hui musulmanes de los Ming de esos territorios, que se encontraban controlados por los mongoles fieles a la dinastía Yuan. Los Hui del general Mu Ying, que fue nombrado gobernador de Yunnan, se reinstalaron en la región para colonizarlo. Hacia finales del siglo XIV, alrededor de 200 000 colonos se habían instalado en una superficie de 1416 km cuadrados que abarcaban las actuales provincias de Yunnan y Guizhou. Alrededor de medio millón de colonos más llegaron posteriormente. Estas migraciones supusieron profundos cambios en la composición étnica de esta región donde, hasta el momento, la etnia Han suponía menos de la mitad de la población. El resentimiento contra estos cambios masivos de población y la presencia gubernamental que ello supuso, provocó numerosas revueltas de los yiao y miaoen entre 1464 y 1466, que fueron aplacadas por una fuerza de 30 000 soldados Ming que se unieron a los 160 000 soldados apostados en Guangxi. Después de que el estudioso y filósofo Wang Yangming (1472-1529) suprimiera otra rebelión en la región, este abogó por la creación de una sola administración unitaria y centralizada de grupos étnicos indígenas para sinizar a estos grupos locales.

#### Relaciones con el Tíbet

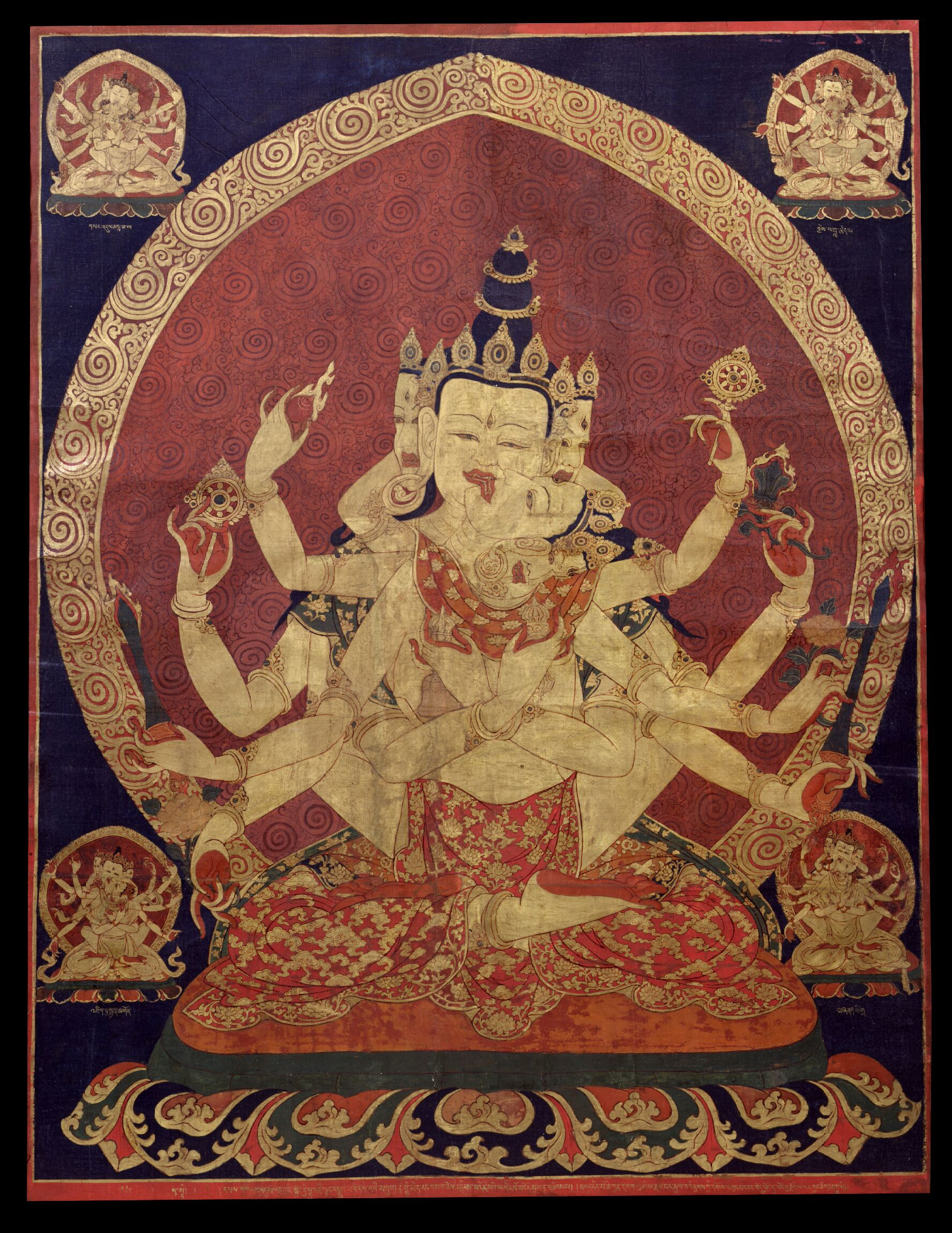
Un thangka tibetano del siglo XVII representando Guhyasamaja Akshobhyavajra; la dinastía Ming reunió diversos artículos provenientes del Tíbet como tributo, y en compensación ofrecía regalos a los porteadores tibetanos.

El Libro de los Ming, la historia oficial de la dinastía Ming compilada por la dinastía Qing en 1739, afirma que los Ming establecieron encomiendas itinerantes para supervisar la administración tibetana y renovar los títulos de los antiguos oficiales de la dinastía Yuan del Tíbet y confiriendo títulos principescos a los líderes de las sectas budistas tibetanas. Sin embargo, Turrel V. Wylie adelanta que la censura en el Libro de los Ming destinada a promover a todo precio el prestigio y la reputación del emperador, eliminó los detalles de las relaciones sino-tibetanas durante el período Ming.
Los especialistas modernos siguen debatiendo si la dinastía Ming era realmente soberana del Tíbet o se trataba de una suzeranía débil que se terminó cuando el emperador Jiajing (gobernó entre 1521-67) persiguió el budismo en favor del taoísmo en la corte. Otros especialistas afirman que la naturaleza profundamente religiosa de las relaciones entre la corte de los Ming y los lamas tibetanos está poco representada en las investigaciones modernas. Otros subrayan el aspecto comercial de las relaciones, destacando el intercambio de caballos tibetanos por té chino.
Los Ming comenzaron a realizar intervenciones militares esporádicas en el Tíbet durante el siglo XIV mientras que los tibetanos organizaron con éxito una resistencia armada contra las incursiones Ming. Patricia Ebrey, Thomas Laird, Wang Jiawei y Nyima Gyaincain remarcan que la dinastía Ming no situó tropas permanentes en Tíbet, a diferencia de la dinastía precedente (los Yuan mongoles). El emperador Wanli (1572-1620) llevó a cabo algunos intentos de restablecer las relaciones sino-tibetanas antes de la alianza mongol-tibetana iniciada en 1578, la cual afectó a la política exterior de la posterior dinastía Qing (1644-1912) de origen manchú, suponiendo el apoyo al dalái lama de la orden de los Bonetes Amarillos. A finales del siglo XVI, los mongoles mostraron ser los protectores armados del dalái lama tras su instalación en la región de Amdo, lo que culminó con la conquista del Tíbet por parte de Güshi Khan (1582-1655) en 1642.

### Reinado del emperador Yongle

#### Ascenso al poder

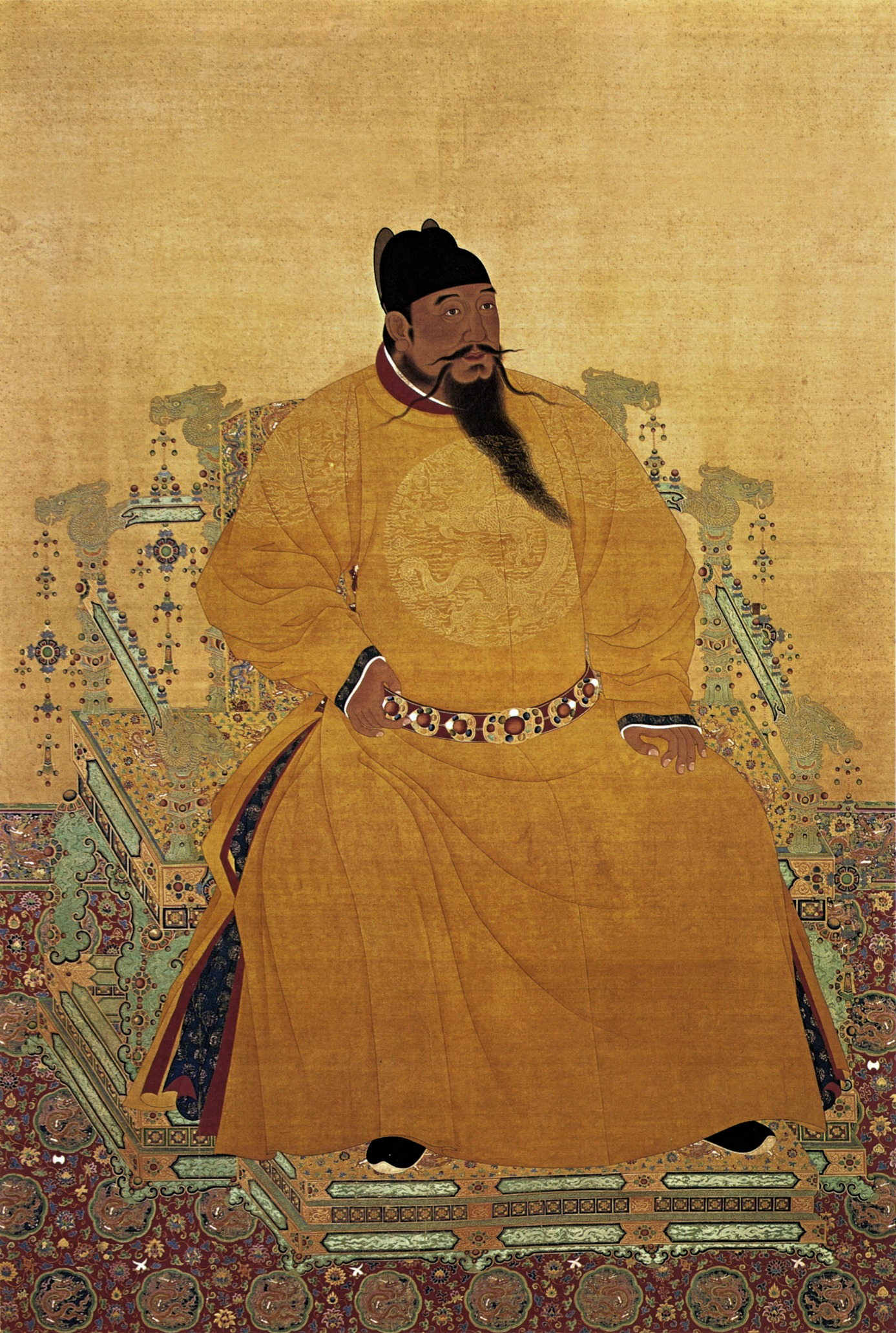
Retrato del emperador Yongle (1402-1424)

El emperador Hongwu designó a su nieto Zhu Yunwen como sucesor y este subió al trono bajo el nombre de Jianwen (1398-1402) tras la muerte de Hongwu en 1398. El más poderoso de los hijos de Hongwu, Zhu Di, que por entonces era jefe del ejército, se opuso a esta decisión y tras una confrontación política se levantó contra su sobrino. Después de que Jianwen mandase arrestar a numerosos asociados de Zhu Di, este último organizó una rebelión que llevó a una guerra civil de tres años. Bajo el pretexto de salvar al joven Jianwen de los funcionarios corruptos, Zhu Di dirigió personalmente la revuelta. El palacio de Nankín resultó incendiado y el emperador Jianwen, su mujer, su madre y los cortesanos murieron en el incendio. Zhu Di subió al trono bajo el nombre de Ming Yongle (1402-1424). Su reino es considerado universalmente por todos los especialistas como la “segunda fundación” de la dinastía Ming puesto que anuló numerosas reformas de su padre.

#### Nueva capital
Yongle relegó a Nankín al rango de segunda capital y en 1403 anunció que la nueva capital de China sería Pekín, su feudo militar. La construcción de la nueva ciudad se desarrolló entre 1407 y 1420 y requirió el trabajo de cientos de miles de obreros. En el centro se encontraba el poder político de la Ciudad Imperial y en el centro de este estaba la Ciudad Prohibida, el palacio del Emperador y su familia. En 1552, la ciudad se extendió hacia el sur, ampliando su tamaño hasta 47 km².

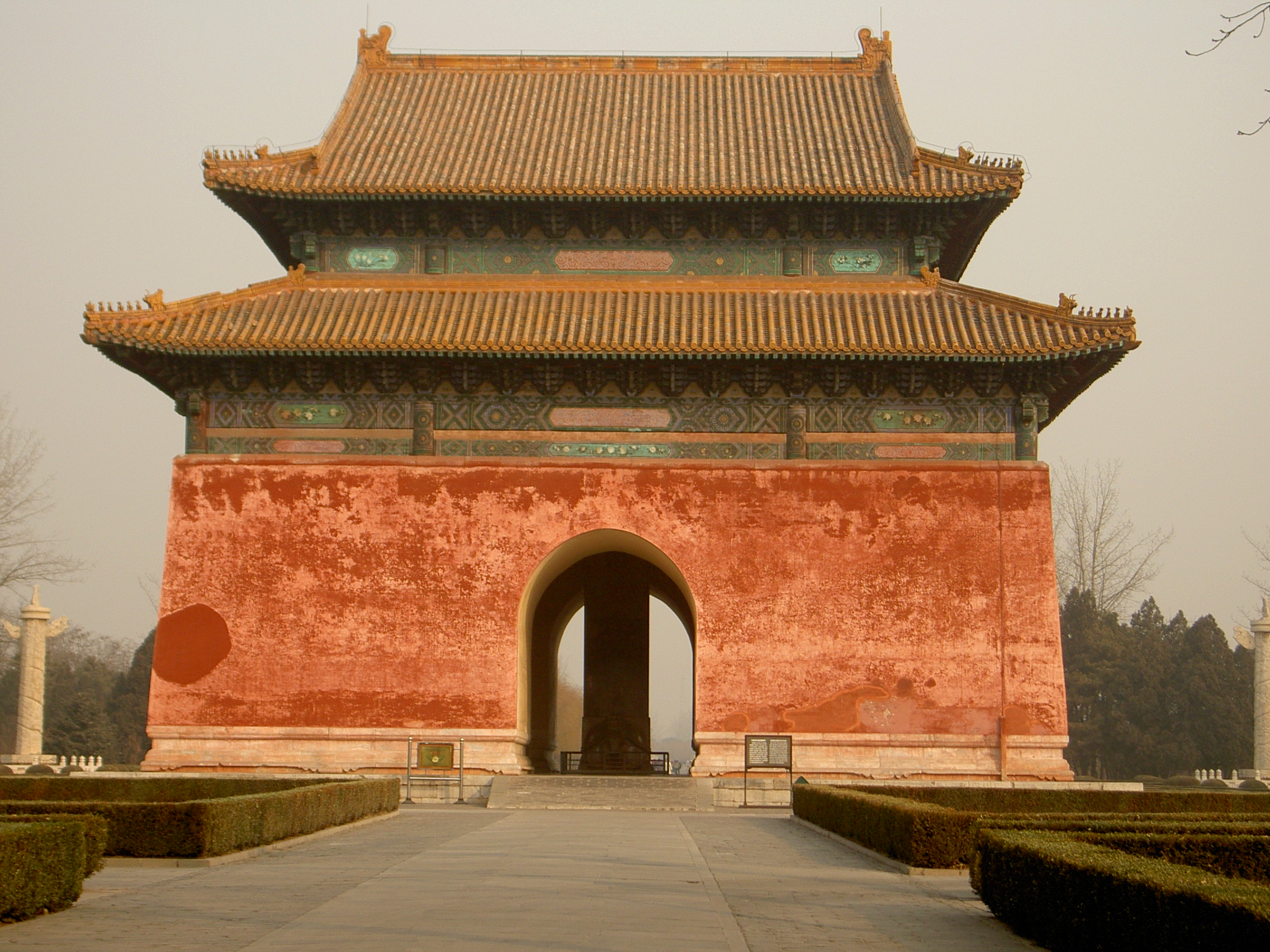
Tumbas de la dinastía Ming situadas a 50 km al norte de Pekín; la situación fue elegida por Yongle.

Tras haber estado abandonado durante varias décadas, se restauró el Gran Canal entre 1411 y 1415. La principal razón de esta restauración, fue la dificultad de transportar los cereales hacia el norte. El transporte de los 4 000 000 de shi (un shi equivale a 107 litros) era complicado por la existencia de otros canales que obligaban a realizar numerosas cargas y descargas. Otras fuentes de la época hablan de hasta 30 millones de shi de cereales recogidos. Yongle reclutó 165 000 obreros para dragar el canal en Shandong y construir una serie de quince esclusas. La reapertura del canal permitió a la ciudad Suzhou sustituir a Nankín como principal centro comercial de China.
Yongle reclutó a 2000 eruditos para redactar la Enciclopedia Yongle, compuesta por más de 50 millones de sinogramas y dividida en 22 938 capítulos, para compilar los conocimientos de la época.

#### Flota de los Tesoros

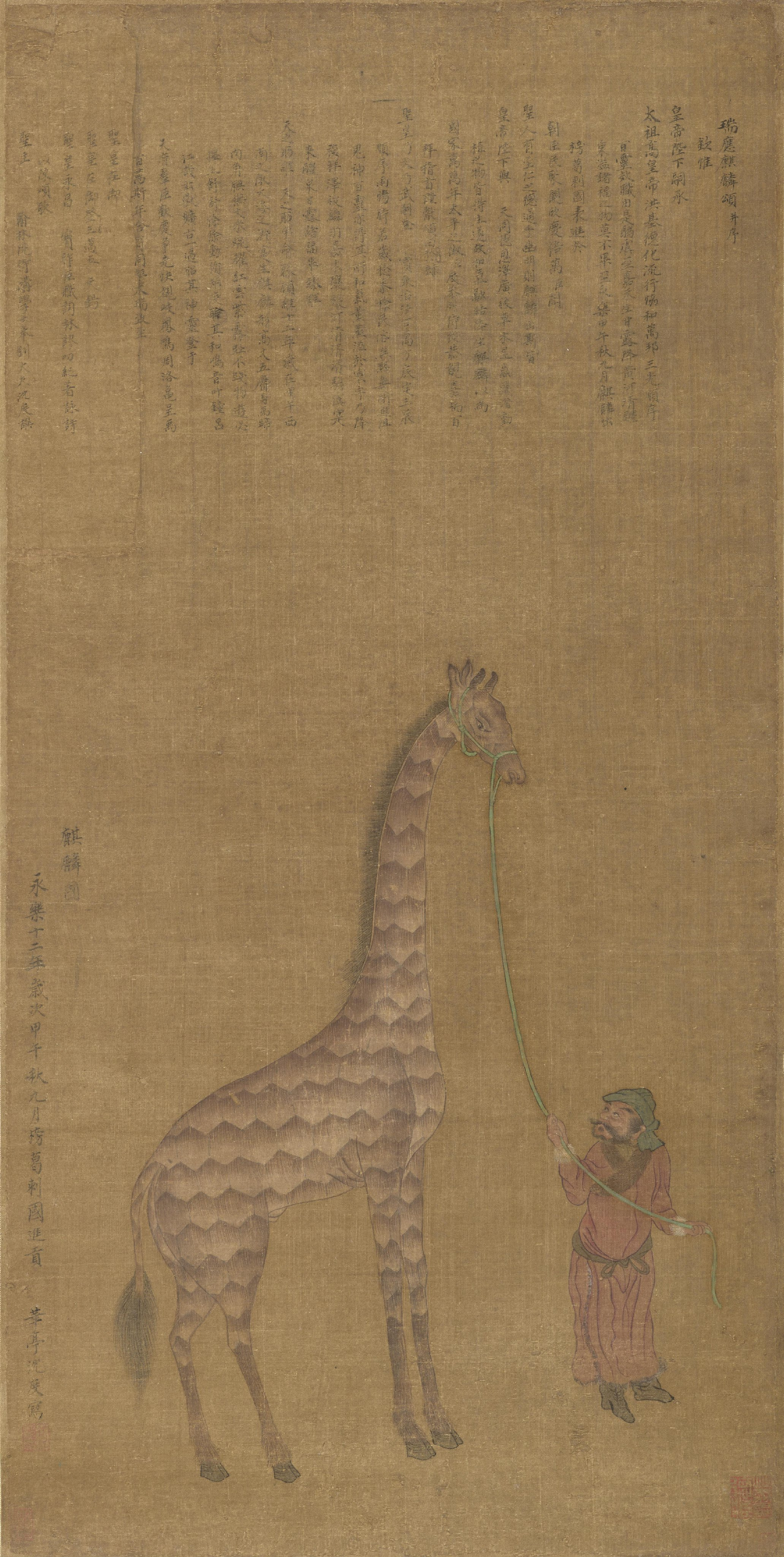
Una jirafa traída desde Somalia, en el Cuerno de África, en el año 1414; los chinos asociaban la jirafa con el mítico Qilin.

En 1405, el emperador Yongle situó a su eunuco favorito, el almirante Zheng He (1371-1433), a la cabeza de una gigantesca flota de navíos destinados a misiones diplomáticas. Los chinos habían realizado misiones diplomáticas terrestres hacia el este durante el período Han (202 a. C.-220 d. C.) y practicaban el comercio marítimo con territorios tan lejanos como África oriental. Sin embargo, el tamaño de esta nueva flota no se había visto jamás. Se realizaron un total de siete viajes diplomáticos principalmente en el océano Índico. Entre 1403 y 1429, los astilleros navales de Nankín construyeron 2000 navíos, entre los que se encontraban numerosos barcos del tesoro, que se cree que medían entre 112 y 134 metros de largo y entre 45 y 54 de ancho. Aunque estos datos no son seguros, está claro que eran mucho más grandes que cualquier navío europeo de la época. Estos viajes diplomáticos finalizaron a la muerte del emperador Yongle, puesto que China debía hacer frente a la amenaza de los mongoles en el norte y no había recursos suficientes para financiar estas ruinosas expediciones. El país se encerró en sí mismo y, en 1479, los documentos relativos a estos viajes fueron destruidos y se dictaron leyes prohibiendo la construcción de grandes navíos. Esta decisión propició el desarrollo de la piratería en las costas chinas. Los piratas japoneses (Wakō) comenzaron a llevar a cabo incursiones en las comunidades costeras, pero la mayoría de los ataques los realizaban los propios piratas chinos.

### La crisis de Tumu y los mongoles Ming

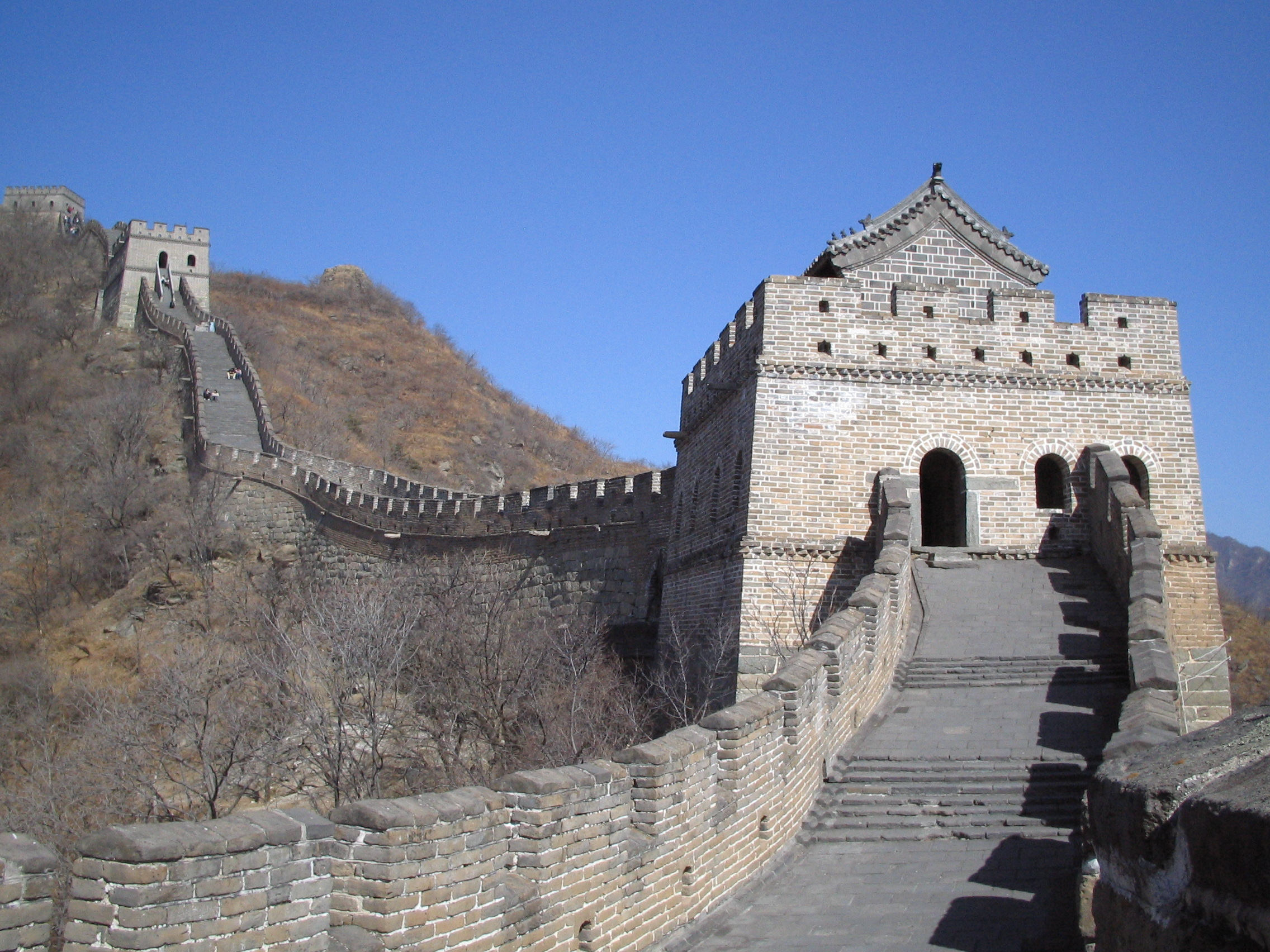
La Gran Muralla china; aunque los muros en tapial de los antiguos Reinos combatientes se hubieran transformado en un muro único por las dinastías Qin y Han, la mayoría de las partes de ladrillo y piedra fueron construidas durante la dinastía Ming.

El líder mongol de los oirates, Esen Taidji, lanzó una invasión a China en julio de 1449. El jefe eunuco Wang Zhen animó al emperador Zhengtong (1435-1449) a dirigir personalmente una fuerza militar para enfrentarse a los mongoles tras una primera derrota de los Ming; Zhengtong salió de la capital con 500 000 hombres, dejando a su medio hermano Zhu Qiyu a cargo de los asuntos y regente temporal. El 8 de septiembre, Esen venció al ejército Ming y capturó a Zhengtong, suceso conocido como la crisis de Tumu. Los mongoles querían cambiar al emperador Zhengtong por un rescate, pero el plan fracasó cuando el joven hermano de Zhengtong subió al trono con el nombre de Jingtai (1449-1457). Los mongoles fueron repelidos por el nuevo ministro de guerra Yu Qian (1398-1457). Mantener a Zhengtong en cautividad se había vuelto inútil dado que había un nuevo emperador en su lugar y los mongoles decidieron liberarlo. Zhengtong fue puesto en arresto domiciliario en palacio hasta 1457, cuando un golpe de Estado le permitió volver a ser emperador bajo el nombre de Tianshun (1457-1464).
Su reinado fue tormentoso y la integración de las fuerzas mongolas en el seno del ejército Ming continuó resultando problemática. El 7 de agosto de 1461 el general chino Cao Qin y sus tropas Ming de ascendencia mongola, organizaron un golpe de Estado contra Tianshun, por miedo a ser las siguientes víctimas de las purgas de los que habían apoyado a Jingtai. Los rebeldes consiguieron incendiar las puertas occidentales de la Ciudad Imperial y mataron a numerosos ministros influyentes antes de ser repelidos, tras lo cual Cao Qin se suicidó.
Aunque el emperador Yongle había organizado cinco grandes ofensivas al norte de la Gran Muralla contra los mongoles, la amenaza permanente de incursiones mongolas llevó a las autoridades Ming a fortificar la Gran Muralla a finales del siglo XV. Sin embargo, John Fairbank puntualiza que “esto se mostró poco eficaz pero reflejaba la mentalidad defensiva de China”. Pese a todo, la Gran Muralla no tenía una intención meramente defensiva, sus torres albergaban unos fuegos que permitían señalar los movimientos de las tropas enemigas.

### Contacto con los europeos
Si bien Jorge Álvares fue el primero en llegar a la isla de Lintin en el delta del río Perla en mayo de 1513, fue Rafael Perestrello, un primo de Cristóbal Colón, quien se convirtió en el primer explorador europeo en desembarcar en la costa sur de China y en comerciar con Guangzhou en 1516. En 1517, los portugueses lanzaron una gran expedición comercial en Guangzhou y enviaron una delegación en nombre de Manuel I de Portugal a la corte del emperador Zhengde. Las relaciones se degradaron rápidamente tras la muerte del emperador cuando los embajadores de Malaca (en la actual Malasia) acusaron a los portugueses de haber destronado a su rey. En 1521 y 1522, las fuerzas navales chinas expulsaron a los navíos portugueses y llegaron a China las primeras culebrinas de carga trasera.
Pese a estos difíciles comienzos, los portugueses enviaron misiones comerciales anuales a la isla Shangchuan y las relaciones se normalizaron hacia el año 1550. En 1557, los portugueses consiguieron convencer a la corte Ming para firmar un acuerdo que haría de Macao un centro comercial en la costa del mar de la China Meridional. Los chinos aceptaron, porque esa colonia portuguesa permitía controlar a las otras potencias europeas y los portugueses repelieron numerosos ataques neerlandeses a Macao en la 1601, 1607 y 1622. Los neerlandeses llegaron a bloquear Zhangzhou en 1623 para conseguir el derecho a comerciar. Las relaciones entre los dos países mejoraron y en 1630, Japón dejó comerciar con los portugueses tras la rebelión Shimabara, por lo que Macao perdió su importancia comercial.
Las principales exportaciones chinas eran seda y porcelana. La Compañía Neerlandesa de las Indias Orientales transportó más de seis millones de objetos de porcelana a Europa entre 1602 y 1682. A cambio, China compraba plata, que necesitaba para su sistema monetario tras la reforma impositiva de 1580 (a los japoneses primero, después a los portugueses y finalmente a los españoles, cuando estos se instalaron en las islas Filipinas). No se conoce la cantidad exacta de plata que se envió a China desde Filipinas, pero sí se conoce el dato de exportación anual desde Acapulco: entre 150 y 350 toneladas de plata entre 1597 y 1602.
Aunque el grueso de las importaciones chinas lo conformaba la plata, los chinos también compraban plantas como boniato, maíz y cacahuete. Estas plantas podían crecer en zonas donde los cultivos tradicionales, el arroz, el trigo o el mijo, no crecían con fuerza y esto ayudó al crecimiento de la población china. Bajo la dinastía Song (960-1279), el arroz se había convertido en el cereal principal de los pobres, pero el boniato se convirtió en uno de los alimentos básicos de las clases inferiores desde su introducción en 1560.

### Declive de la dinastía Ming

#### Reinado del emperador Wanli

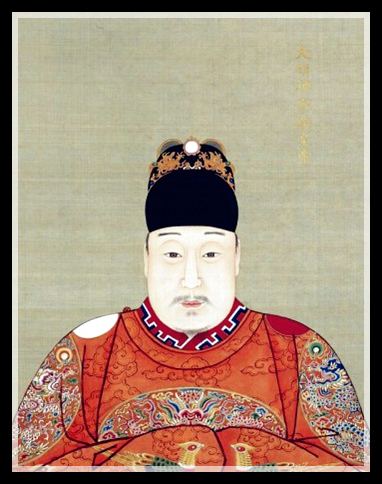
Emperador Wanli (1572–1620)

Bajo el reinado del emperador Wanli (1572-1620), las arcas del estado se vaciaron rápidamente por el coste exorbitante de la guerra Imjin en Corea contra Japón y los numerosos problemas fiscales. A principios de su reinado, Wanli se rodeó de consejeros capaces y gestionó eficazmente los asuntos del Estado. Su Gran Secretario Zhang Juzheng (en función entre 1572 y 1582) puso en marcha un sistema eficaz de alianzas con los altos funcionarios. Sin embargo, tras su muerte, nadie pudo asegurar la estabilidad de éstas alianzas y los funcionarios se dividieron en grupos rivales. A causa de estas rivalidades, Wanli se cansó de los asuntos de la corte y de las frecuentes disputas entre sus ministros y prefirió retirarse tras los muros de la Ciudad Prohibida. Los funcionarios perdieron su influencia en la administración, puesto que los eunucos se convirtieron en los intermediarios entre el emperador y sus subalternos. Todo alto funcionario que deseaba discutir los problemas del Estado, debía persuadir o corromper a los poderosos eunucos, solo para conseguir que su mensaje se transmitiera al emperador.

#### Función de los eunucos

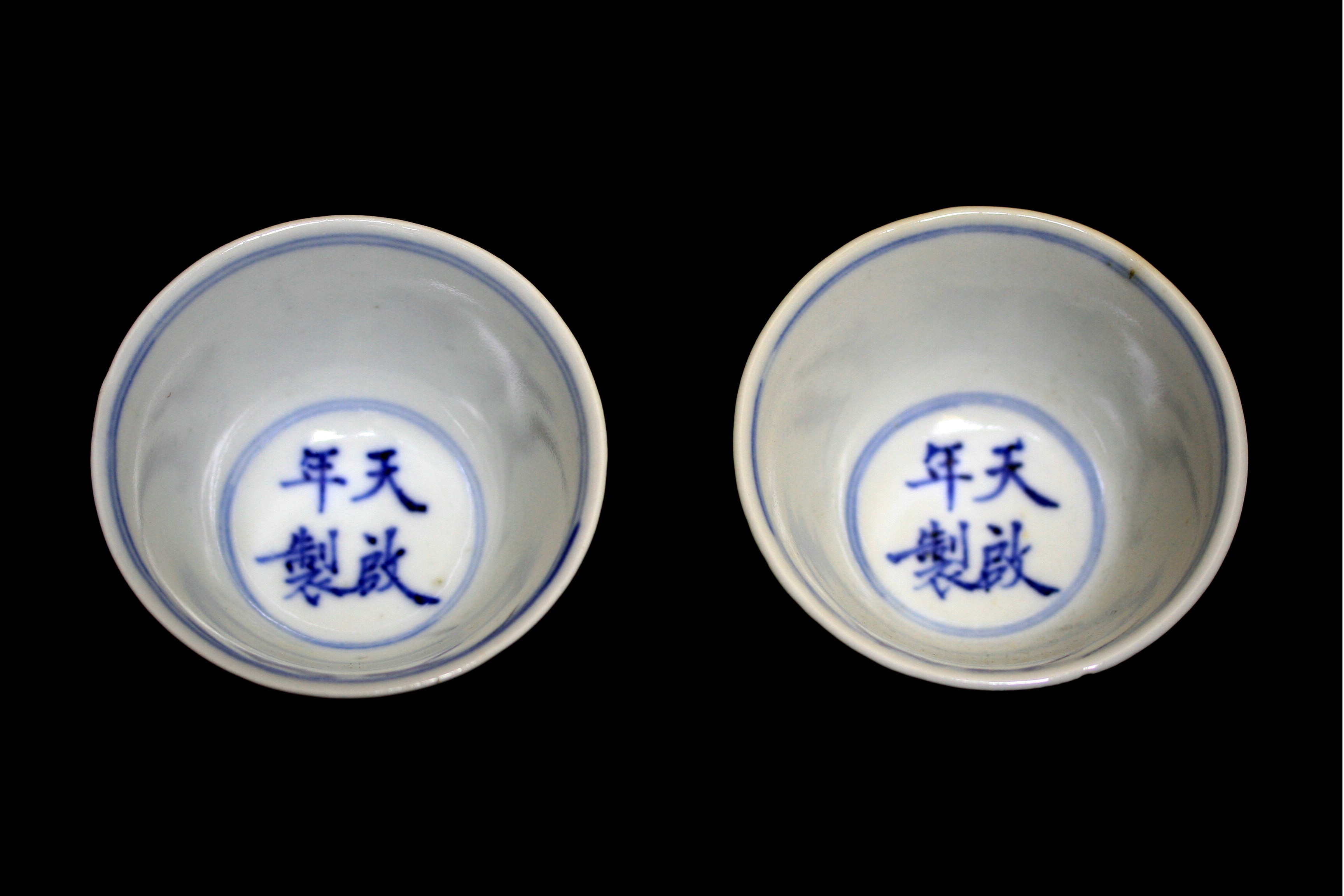
Tazas de te del periodo Tianqi, de la colección Nantoyōsō en Japón; el emperador Tianqi estaba muy influido por el eunuco Wei Zhongxian (1568-1627).

Se cree que Hongwu prohibió a los eunucos aprender a escribir y meterse en política. Se cumpliese o no este mandato, los eunucos durante el reinado de Yongle y aún después, controlaban importantes talleres imperiales, comandaban ejércitos y participaban en los nombramientos y promociones de los funcionarios. los eunucos desarrollaron su propia burocracia organizada en paralelo, pero sin estar sujetos a la burocracia de los funcionarios. Si bien hubo numerosos eunucos dictatoriales a lo largo del período Ming como Wang Zhen, Wang Zhi y Liu Jin, el dominio excesivo y tiránico de los eunucos no se hizo evidente antes de 1590, cuando el emperador Wanli aumentó su influencia sobre la burocracia civil y les concedió el derecho de cobrar los impuestos.
El eunuco Wei Zhongxian (1568-1627), dominó la corte del emperador Tianqi (1620-1627) e hizo torturar y ejecutar a sus rivales políticos, principalmente a los críticos pertenecientes al movimiento Donglin. Hizo construir templos en su honor por toda China y también palacios personales construidos con los fondos destinados a las tumbas de emperadores precedentes. Sus amigos y su familia recibieron cargos importantes, aún sin tener calificaciones suficientes. Wei publicó un trabajo histórico vilipendiando y rebatiendo a sus opositores políticos. la inestabilidad de la corte se agravó en el momento en que las catástrofes naturales, las epidemias, las revueltas y las amenazas exteriores alcanzaron niveles altísimos. Si bien el emperador Chongzhen (1627-1644) intentó enderezar la situación catastrófica dejada por sus antecesores, encerrando a Wei (quien se suicidó), la influencia de los eunucos en la corte continuó hasta el final de la dinastía dos décadas después.

#### Desastres y depresión económica

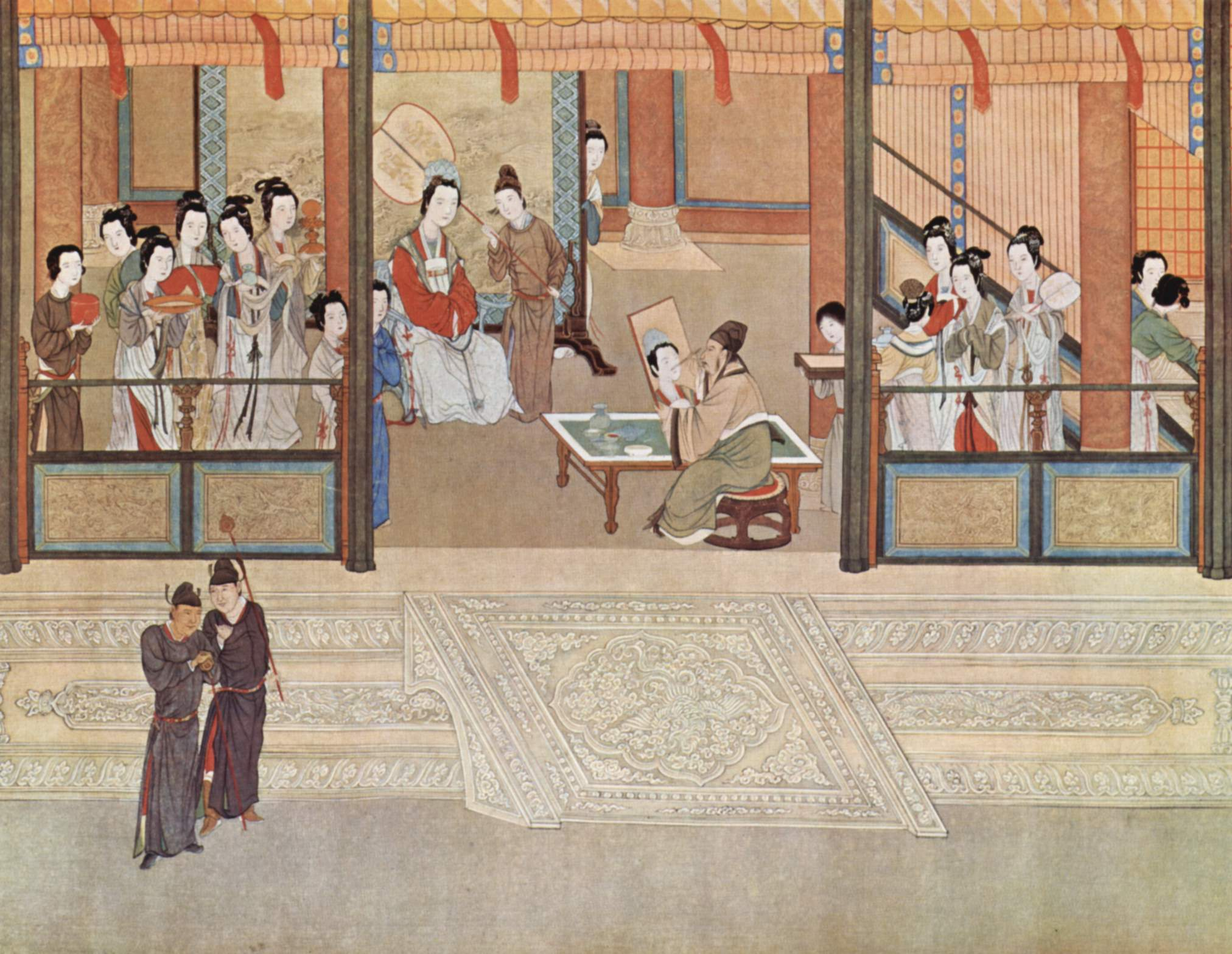
Una mañana de primavera en el palacio Han, por Qiu Ying (1494–1552); El exceso de dinero en las arcas del Estado llevó a la aparición de un lujo excesivo en la corte

Durante los últimos años del reinado de Wanli y los de sus sucesores, la habitual falta de plata, que era la principal moneda del imperio, provocó una grave crisis económica. Felipe IV de España (1621-1665) comenzó a combatir el contrabando de plata entre México y Perú a través del océano Pacífico hacia China, en favor del transporte directo de plata americana a Manila desde España. En 1630, el nuevo régimen de Tokugawa de Japón, canceló la mayor parte de su comercio exterior con las potencias europeas, cerrando así otra fuente de entrada de plata en China. Estos sucesos acontecieron prácticamente al mismo tiempo, lo que causó un dramático aumento del precio de la plata e hizo que pagar los impuestos fuera prácticamente imposible para la mayoría de las provincias. La gente comenzó a acumular la carísima y cada vez más escasa plata, lo que produjo un descenso del precio del cobre respecto al de la plata. En los años 1630, mil piezas de cobre valían tanto como una onza de plata. En 1640, no valían ni la mitad de una onza y en 1643 menos de un tercio. Para los agricultores esto supuso un desastre, porque ellos pagaban los impuestos en plata mientras que el comercio local y la venta de sus productos se realizaba en cobre.
En la primera mitad del siglo XVII, las hambrunas fueron comunes en el Norte de China debido a un inusual clima seco y frío que acortó los períodos de cultivo. Esto fue debido a un suceso ecológico conocido como la Pequeña Edad de Hielo. El hambre, junto al incremento de los impuestos, las numerosas deserciones en el ejército, un sistema sanitario en declive, las catástrofes naturales como las inundaciones debido la incapacidad de los gobernantes de gestionar la irrigación y las crecidas de los ríos, causaron numerosas pérdidas de población y de orden social. El gobierno central carecía de medios y no podía hacer gran cosa para mitigar los efectos de las calamidades. Para agravar aún más la situación, una epidemia se extendió por China de Zhejiang a Henan, matando a un gran número de personas. El terremoto más mortífero de toda la historia, el terremoto de Shaanxi de 1556, que mató a aproximadamente 830.000 personas, tuvo lugar durante el reinado del emperador Jiajing.

#### Ascenso de los manchúes

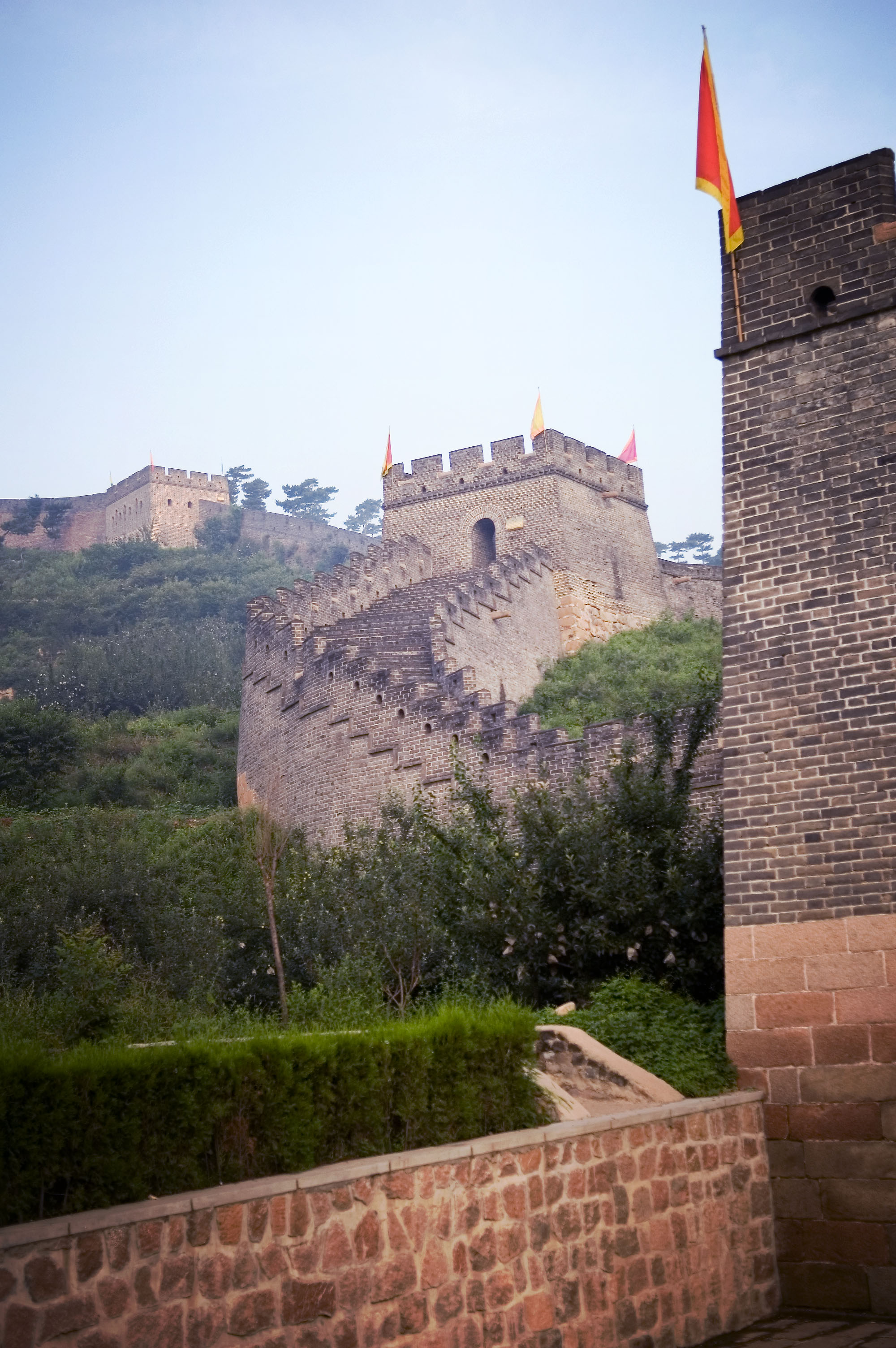
Shanhaiguan junto a la Gran Muralla, la puerta donde los manchúes fueron repelidos en numerosas ocasiones y por donde Wu Sangui les dejó entrar en 1644.

Un líder tribal yurchen llamado Nurhaci (1616-1626) unificó rápidamente a todas las tribus de Manchuria. Durante la guerra Imjin, ofreció a sus tropas como apoyo a los ejércitos Ming y coreano. Esta oferta fue rechazada, pero recibió títulos honoríficos por este gesto. Reconociendo la debilidad de los Ming al norte de su frontera, reunió a todas las tribus del norte y consolidó su poder en la región, como ya hiciera la dinastía de origen yurchen de los Jin. En 1610, rompió la relación con la corte Ming; en 1618 pidió a los Ming que le pagasen un tributo para reparar los siete agravios que documentó y envió a la corte Ming. Se trataba de una declaración de guerra puesto que los Ming no iban a ofrecer tributo a un antiguo vasallo.
Bajo las órdenes del general Yuan Chonghuan (1584-1630), los Ming fueron capaces de repeler a los yurchen en numerosas ocasiones, entre ellas en la batalla de Ningyuan en 1628. Pese a su nombramiento en el puesto de mariscal de todas las fuerzas del Nordeste en 1628, fue ejecutado en 1630 tras ser acusado equivocadamente de traición. Los generales que le sucedieron fueron incapaces de hacer frente a la amenaza yurchen. Durante este tiempo, los rebeldes desarrollaron su propia artillería y sumaron aliados. Consiguieron incluso reclutar funcionarios y generales Ming como consejeros. En 1632, habían conquistado la mayor parte de Mongolia Interior, reclutando a un gran número de soldados mongoles y obteniendo así una nueva ruta hacia el interior del territorio de los Ming.
En 1636, el hijo de Nurhaci, Huang Taiji, cambió el nombre de su dinastía de Jin posteriores a Grandes Qing en Shenyang, que había caído en manos de las fuerzas Qing en 1621 y que se convirtió en su capital en 1625. Huang Taiji adoptó el título chino imperial de huangdi, tomó el nombre de Chongde y cambió el nombre étnico de su pueblo de yurchen a manchú. En 1638, los manchúes invadieron la Corea tradicionalmente aliada de China con un ejército de 100.000 hombres. Poco después, los coreanos renunciaron a su larga lealtad a la dinastía Ming.

#### Rebelión, invasión y derrumbamiento
Un campesino soldado llamado Li Zicheng (1606-1645) se amotinó con sus compañeros de armas al este de Shaanxi a principios de la década de 1630 después de que el gobierno Ming hubiera fracasado a la hora de enviarles el avituallamiento que necesitaban. En 1634 fue capturado por un general Ming y solo fue liberado tras prometer que volvería al servicio. El acuerdo se rompió pronto, cuando un magistrado local ejecutó a 36 de sus compañeros amotinados. Las tropas de Li se vengaron matando a los funcionarios y dirigiendo una revuelta con base en Rongyang, en el centro de la provincia de Henan en 1635. En los años 1640, un antiguo soldado y rival de Li, Zhang Xianzhong (1606-1647), lideró una rebelión en Chengdu, en Sichuan mientras que la de Li se encontraba en Hubei y se extendía por Shaanxi y Henan.
A partir de 1640, numerosos campesinos chinos hambrientos, incapaces de pagar sus impuestos y sin miedo a los ejércitos Ming derrotados con frecuencia, comenzaron a formar importantes grupos rebeldes. El aparato militar chino, acorralado entre los ataques manchúes al norte y la creciente inestabilidad en las provincias, comenzó a debilitarse. El ejército Ming, sin paga ni avituallamiento, fue derrotado por Li Zicheng, quien se autoproclamó emperador Shun. El 25 de abril, Pekín cayó en manos de un grupo rebelde al abrirse sus puertas por traición. En la tormenta, el último emperador Ming, Chongzhen, se colgó de un árbol del jardín imperial en el exterior de la Ciudad Prohibida.
Aprovechando la oportunidad, los manchúes franquearon la Gran Muralla al abrir el general Ming Wu Sangui (1612-1678) las puertas en Shanhaiguan. Esto tuvo lugar poco después de conocerse la caída de la capital y de que un ejército de Li Zicheng avanzaba hacia él. Sopesando sus posibilidades de alianza, eligió ponerse de parte de los manchúes. El ejército manchú, dirigido por el príncipe Dorgon y Wu Sangui, se acercó a Pekín después de destruir el ejército de Li en Shanhaiguan. El ejército de Li abandonó la capital el 4 de junio. Dos días después, los manchúes y Wu entraron en la ciudad y el joven emperador Shunzi subió al trono imperial. Tras haber sido expulsado de Xi’an por los manchúes, perseguido a lo largo del río Han hasta Wuchang, Li Zicheng murió en la frontera norte de Jiangxi en el verano de 1645. Algunos afirman que se suicidó y otros que fue abatido por unos campesinos a los que había robado el alimento.
Algunos elementos Ming dispersos como Koxinga sobrevivieron después de 1644 en Taiwán. Pese a la pérdida de Pekín y la muerte del emperador, el poder Ming no estaba completamente destruido. Nankín, Fujian, Guandong, Shanxi y Yunnan seguían siendo bastiones de los Ming. Sin embargo, había numerosos pretendientes al trono y sus fuerzas estaban divididas. Cada facción fue derrotada individualmente por los Qing hasta 1662, cuando Zhu Youlang, el último pretendiente Ming, fue ejecutado. Pese a ello, algunos pequeños grupos leales continuaron existiendo hasta la proclamación de la República de China.

## Economía

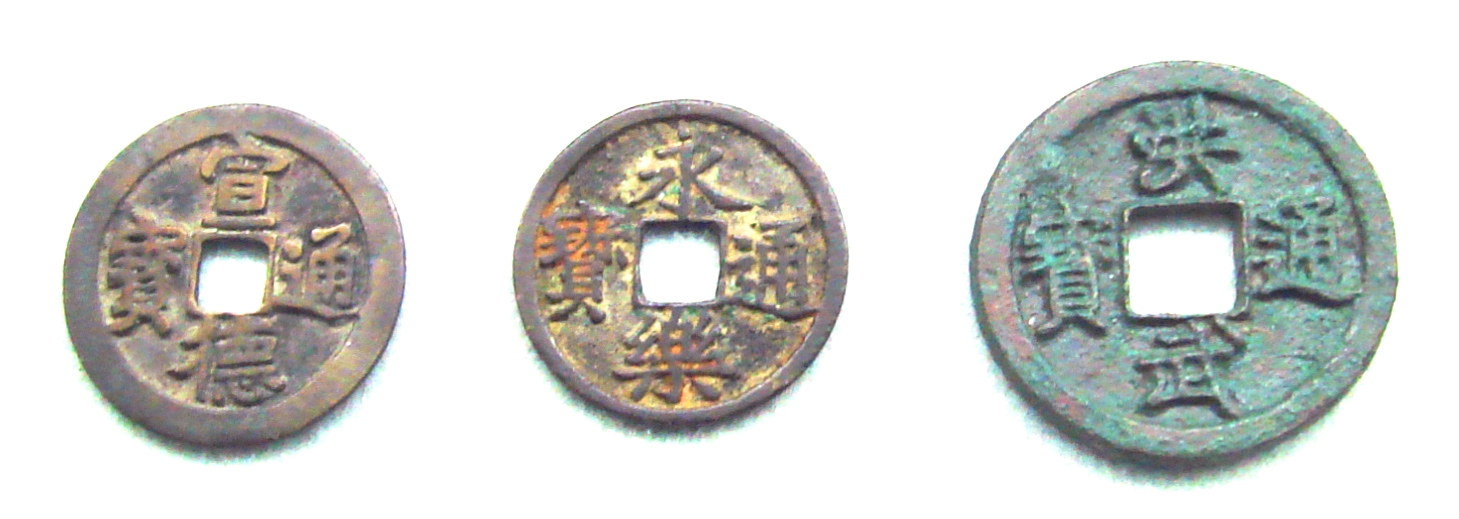
Antiguas monedas chinas de los siglos XIV-XVII

La época Ming fue una época de crecimiento económico y esplendor cultural en que se produjeron los primeros contactos comerciales entre China y las potencias occidentales, específicamente con el imperio español España, quienes suministrarían la plata necesaria, para la creación de la moneda china, desde filipinas, gesto que haría que la plata española extraída de América, se convirtiera en la divisa internacional en el siglo XVI obligando así a las demás potencias a comprar la divisa española para poder comerciar. Con el imperio portugués| abrió su mercado, contribuyendo así entre estos tres imperios a la primera globalización mercantilista que dará fruto en la apertura del mercado chino. Precisamente, el comercio con las potencias occidentales y con Japón, que los Ming intentaron impedir durante mucho tiempo, llevarían a una mercantilización de la sociedad similar a la que se había producido durante la dinastía Song.
Otro factor que es importante considerar dentro de esta dinastía es el aporte que hicieron los eunucos durante las exploraciones oceánicas en la dinastía Ming a principios del siglo XV. Posteriormente los eunucos formarán parte de la política interna de este período, con lo cual sus influencias dentro de las cortes imperiales serán importantes en auge, hasta la decadencia y colapso de los Ming.

## Administración

### Subdivisiones territoriales

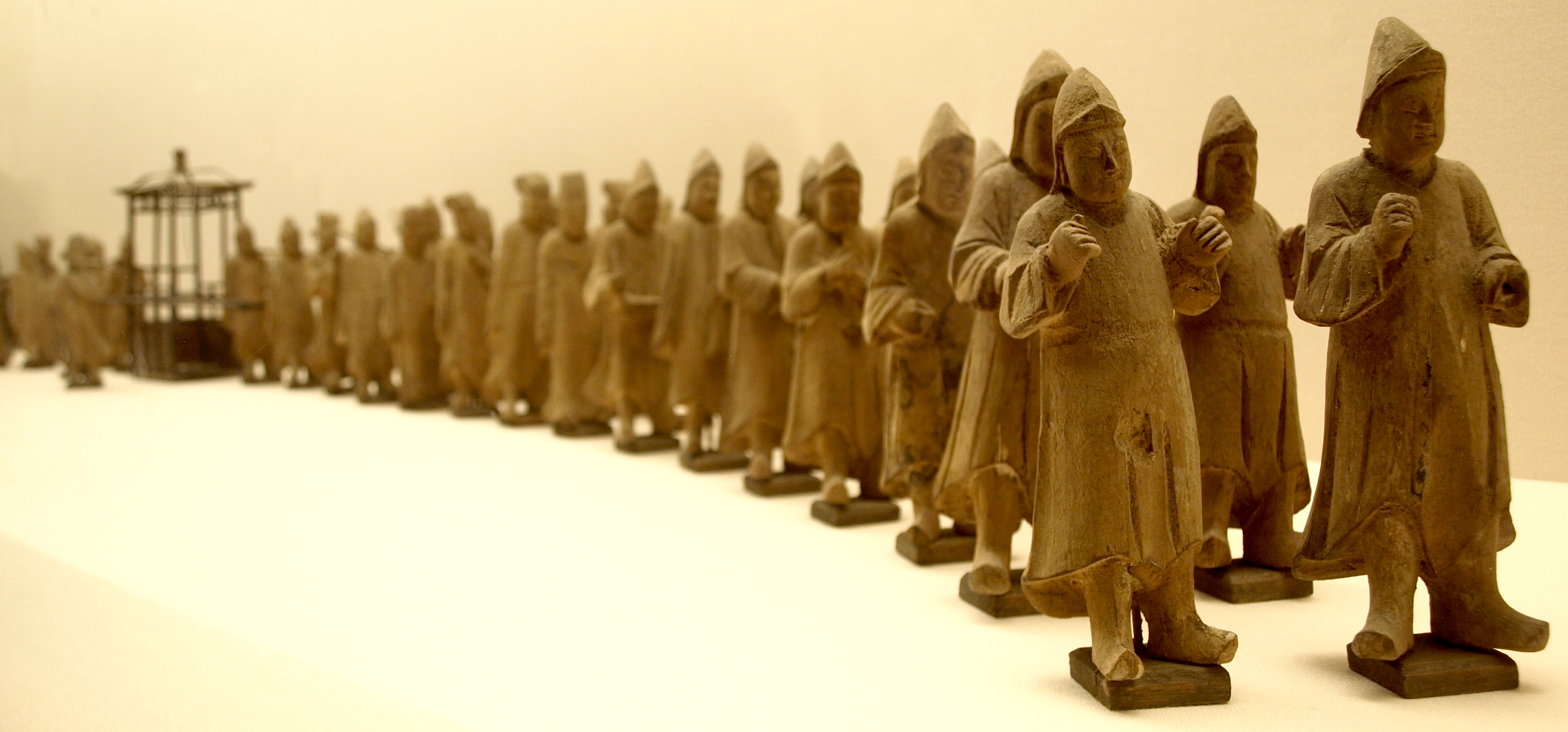
Figuritas procesionales de la tumba de Pan Yongzheng, un oficial de la dinastía Ming que vivió en el en Shanghái.

Los emperadores Ming retomaron el sistema de administración territorial de la dinastía Yuan y las trece provincias Ming son predecesoras de las actuales provincias chinas. A lo largo de la dinastía Song, la división política más grande era el circuito (lu 路). Sin embargo, tras la invasión yurchen en 1127, la corte Sont estableció cuatro mandos autonómicos semiautónomos basados en unidades militares y territoriales que se convirtieron en la base de la administración provincial de las dinastías siguientes. Copiando el modelo Yuan, la administración provincial de los Ming estaba compuesta de tres comisiones: una civil, una militar y otra de control. Por debajo del nivel provincial (sheng 省) estaban las prefecturas (fu 府), dirigidas por un prefecto (zhifu 知府), seguidas por las subprefecturas (zhou 州). La unidad más pequeña era el condado (xian 縣), controlado por un magistrado. Apare de las provincias, también había dos grandes territorios que no pertenecían a ninguna provincia, sino que eran áreas metropolitanas (jing 亰): Nankín y Pekín.

### Instituciones

#### Tendencias institucionales

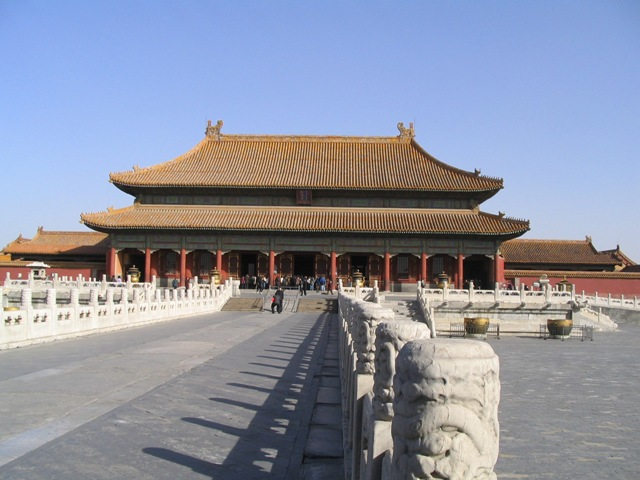
La Ciudad prohibida, residencia oficial imperial de las dinastías Ming y Qing desde 1420 hasta 1924, cuando la República de China expulsó a Puyi de la corte.

A diferencia del sistema administrativo central generalmente llamado Tres departamentos y seis ministerios que instauró la dinastía Han, la administración Ming solo tenía un departamento, el Secretariado, que controlaba los seis ministerios. Tras la ejecución del canciller Hu Weiyong en 1380, el emperador Hongwu abolió el Secretariado, el Censorado y la Comisión militar suprema y se hizo cargo de los seis ministerios y de las cinco comisiones militares. Así, un nivel completo de la administración había desaparecido y sus sucesores lo restablecieron solo parcialmente. El Gran Secretariado fue creado para aconsejar y asistir al emperador pero no contaba, en principio, con ningún gran consejero o canciller. Los ministros se mantuvieron bajo el control directo del emperador hasta el final de la dinastía Ming.
El emperador Hongwu envió a su heredero a Shaanxi para “visitar y apaciguar” (xunfu) la región; en 1421 el emperador Yongle encargó a 26 funcionarios unas misiones adminstrativas similares en toda China. En 1430, los xunfu fueron institucionalizados y el Censorado fue restablecido con sus censores. Como en las dinastías precedentes, las administraciones provinciales estaban controladas por un inspector itinerante enviado por el Censorado. En 1453, los “grandes coordinadores” recibían el título de “jefe de censores” y tenían acceso directo al emperador. Como en las dinastías precedentes, los administradores provinciales estaban controlados por un inspector ambulante del Censorado. Los censores tenían el poder de acusar a los funcionarios en cualquier momento, a diferencia de los oficiales, que solo podían hacerlo durante las evaluaciones trienales.
Aunque la descentralización del poder estatal hacia las provincias ocurrió a principios de la era Ming, la tendencia de delegar oficiales del gobierno central en las provincias como gobernadores provinciales virtuales comenzó en 1420. A finales de la dinastía Ming, había oficiales del gobierno central delegados a dos o más provincias como comandantes supremos y virreyes.

#### Gran Secretariado y Seis Ministerios

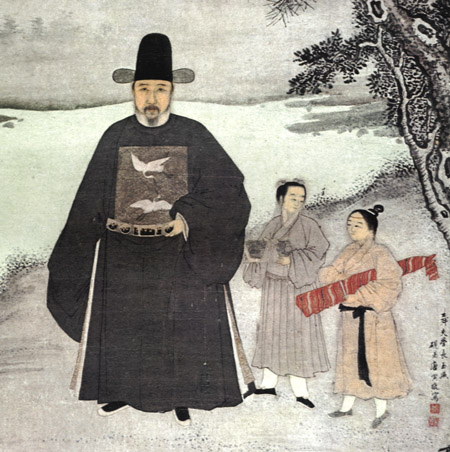
Retrato del oficial Jiang Shunfu (1453-1504), en el Museo de Nankín. La decoración con dos grullas en su pecho es un símbolo mandarín que indica que era un oficial civil de primer rango.

Las instituciones gubernamentales en China conservaron una organización similar durante casi 2000 años pero cada dinastía creó despachos y agencias según sus intereses particulares. Los Ming tenían a los Grandes Secretarios para ayudar al emperador con los papeleos burocráticos en un principio (bajo el mandato de Yongle) pero fueron acumulando poder hasta alcanzar el rango de grandes oficiales de las agencias y el de Gran Preceptor, un puesto de máximo nivel fuera del funcionariado civil, bajo el emperador Hongxi. El Gran Secretariado obtenía sus miembros de la Academia Hanlin y estaba considerado como parte de la autoridad imperial, no la ministerial (aunque estuvo enfrentado en muchas ocasiones con ambos poderes). El Secretariado fue una agencia de coordinación mientras que los Seis Ministerios –de Personal, Hacienda, Rituales, Guerra, Justicia y Obras Públicas– estaban órganos administrativos del Estado. El ministro de Personal estaba a cargo de los contratos, calificaciones de mérito, de promociones y degradaciones de los oficiales, así como de conceder títulos honoríficos. El ministro de Hacienda estaba a cargo de recopilar los datos del censo, de recaudar los impuestos y de manejar los ingresos estatales y tenía dos oficinas de moneda a su cargo. El ministro de Rituales estaba a cargo de las ceremonias estatales, los rituales y los sacrificios. También supervisaba los registros de sacerdocio budistas y taoístas e incluso la recepción de los envíos desde estados tributarios. El ministro de Guerra estaba a cargo de los reclutamientos, promociones y degradaciones de los oficiales militares y del mantenimiento de las instalaciones y equipamiento militares, de las armas y del sistema de correos. El ministro de Justicia controlaba los procesos judicial y penal pero no tenía el papel de supervisar al Censorado ni la Gran Corte de Apelación. El ministro de Obras Públicas estaba a cargo de los proyectos de construcción gubernamentales, del mantenimiento de las carreteras y canales, de la estandarización de pesos y medidas y de reunir los recursos de las áreas rurales.

#### Dependencias de la residencia imperial
Los eunucos y las damas constituían el núcleo del personal de la residencia real y tenían sus propias dependencias. Las sirvientas estaban organizadas en la dependencia de asistencia del palacio, la dependencia de vestimenta, de alimentación, de alojamiento y de vigilancia del personal. A partir de los años 1420, los eunucos comenzaron a tomar el puesto de las damas hasta que no les quedó a estas más que el departamento de vestimenta. Bajo Hongwu, los eunucos estaban organizados bajo los auspicios del consejo de asistentes de palacio, pero como el poder de los eunucos en la corte crecía constantemente, también lo hacía el de sus oficinas, llegando a abarcar doce directorios, cuatro oficinas y ocho departamentos. La dinastía tenía una vasta residencia imperial donde trabajaban miles de eunucos, dirigidos por el directorio de asistentes de palacio. Los eunucos estaban divididos en diferentes directorios a cargo de la vigilancia del personal, los ritos ceremoniales, la alimentación, los utensilios, los documentos, los establos, los sellos y la vestimenta entre otros. Las oficinas estaban a cargo del abastecimiento de combustible, música, papel y baños. Los departamentos controlaban las armas, sedas, ropa, cobres, textiles, vino y los jardines. En ocasiones, el eunuco más influyente del directorio de ceremonias actuaba como el dictador de facto del país.
Aunque la residencia imperial tenía en plantilla casi en exclusiva a eunucos y damas de palacio, había una oficina de servicio civil, la oficina de sellos, que cooperaba con las agencias de eunucos en mantener los sellos, las cuentas y el correo estatales. También había oficinas civiles para controlar los asuntos de los príncipes imperiales.

### Personal

#### Alto funcionariado

Los candidatos que se presentaban a los exámenes de servicio civil se amontonaban alrededor de la pared donde se colgaban los resultados; detalle de una pintura en tinta a color sobre seda, por Qiu Ying (1494-1552).

Tras el reinado de Hongwu, quien nombró funcionarios solamente por recomendación entre 1373 y 1384, los altos funcionarios que ocupaban los muchos rangos de la burocracia se seleccionaron mediante un riguroso sistema de exámenes que ya había sido establecido por la dinastía Sui (581-618). Teóricamente el sistema de exámenes permitía a cualquiera alcanzar el rango de funcionario imperial (aunque no se veía con buenos ojos que los comerciantes se uniesen al cuerpo de funcionarios); pero, en realidad, el tiempo y el dinero necesarios para la preparación del examen limitaba la participación en la práctica a aquellos que ya pertenecían a las clases altas. Sin embargo, el Gobierno creó cuotas provinciales para la contratación de funcionarios. Fue un intento de evitar la monopolización del poder por parte de los terratenientes provenientes de las regiones más prósperas, donde la educación estaba más desarrollada. La expansión de la imprenta desde la época Song fomentó la extensión del conocimiento y el número de potenciales candidatos en las provincias. Para los jóvenes escolares, había tablas de multiplicar impresas y catones con vocabulario elemental; para los candidatos adultos existían volúmenes de los clásicos confucianos impresos en grandes tiradas y libros con las respuestas de los exámenes.
Al igual que en los primeros periodos, el foco de las pruebas eran los textos confucianos clásicos, mientras que gran parte del material del examen se centraba en los Cuatro Libros de Zhu Xi del siglo XII. Los exámenes de la era Ming eran más difíciles de aprobar desde el requerimiento de 1487 de completar el “ensayo en ocho partes”, una variación de los ensayos de las tendencias literarias del momento. Estos exámenes incrementaban su dificultad conforme los estudiantes progresaban más allá del nivel local y recibían los títulos correspondientes. Los funcionarios se clasificaban en nueve niveles jerarquizados y cada nivel en dos grados, con sueldos acordes a su rango. Mientras que los graduados provinciales que alcanzaban el grado de funcionario eran asignados inmediatamente a los puestos de bajo nivel como los graduados condales, aquellos que aprobaban el examen de palacio obtenían un grado jinshi (diploma de doctor) y se aseguraban la más alta posición. En los 276 años de mandato Ming y 90 exámenes de palacio, el número de graduados doctorales lo obtuvieron 24 874 personas. Ebrey asegura que “había solo entre 2000 y 4000 de estos jinshi a la vez, a razón de uno de cada 10 000 varones adultos”. Por su parte, había hasta cien mil shengyuan(estudiantes del gobierno), el más bajo de los grados.
El tiempo máximo que se podía ejercer un cargo en el funcionariado era de nueve años, pero cada tres años, mandarines de rango mayor evaluaban la actuación de los empleados públicos de posición menor en el escalafón. Si la evaluación era muy positiva, se les promocionaba, si esta era negativa se les degradaba y si era neutra mantenían su puesto. En casos extremos, los funcionarios podían ser expulsados o castigados. Solo los de rango superior estaban exentos de pasar este escrutinio, aunque se esperaba de ellos que confesasen voluntariamente sus faltas. Había más de cuatro mil instructores en escuelas rurales que eran examinados cada nueve años. El instructor jefe de la prefectura era equiparable a un graduado de segundo grado. La supervisión de instrucción imperial vigilaba la educación del heredero al trono. Su departamento estaba dirigido por el «gran supervisor de instrucción», que tenía un puesto de primera clase.

#### Bajo funcionariado

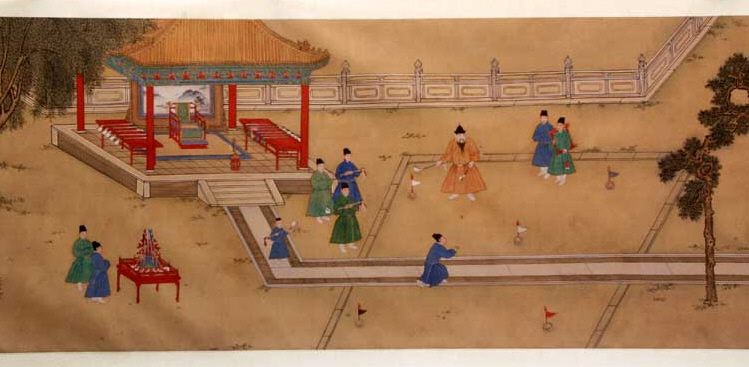
El emperador Xuande jugando al chuiwan con sus eunucos, un juego similar al golf. Pintura anónima.

Los altos funcionarios que accedían al servicio civil a través de exámenes actuaban como oficiales ejecutivos de un cuerpo mucho mayor y sin rango llamado bajos funcionarios. Estos superaban en número a los oficiales en una proporción de cuatro a uno. Charles Hucker estima que alcanzaban los 100 000 repartidos por todo el imperio. El bajo funcionariado llevaba a cabo tareas administrativas y técnicas para las agencias del gobierno. Se les examinaba periódicamente para analizar su mérito y tras nueve años de servicio podían ser admitidos en los más bajos rangos oficiales. La gran ventaja del bajo funcionariado sobre los oficiales es que estos últimos rotaban periódicamente y asignados a distintos puestos regionales y tenían que confiar en la eficacia y la cooperación de los bajos funcionarios.

#### Eunucos, príncipes y generales

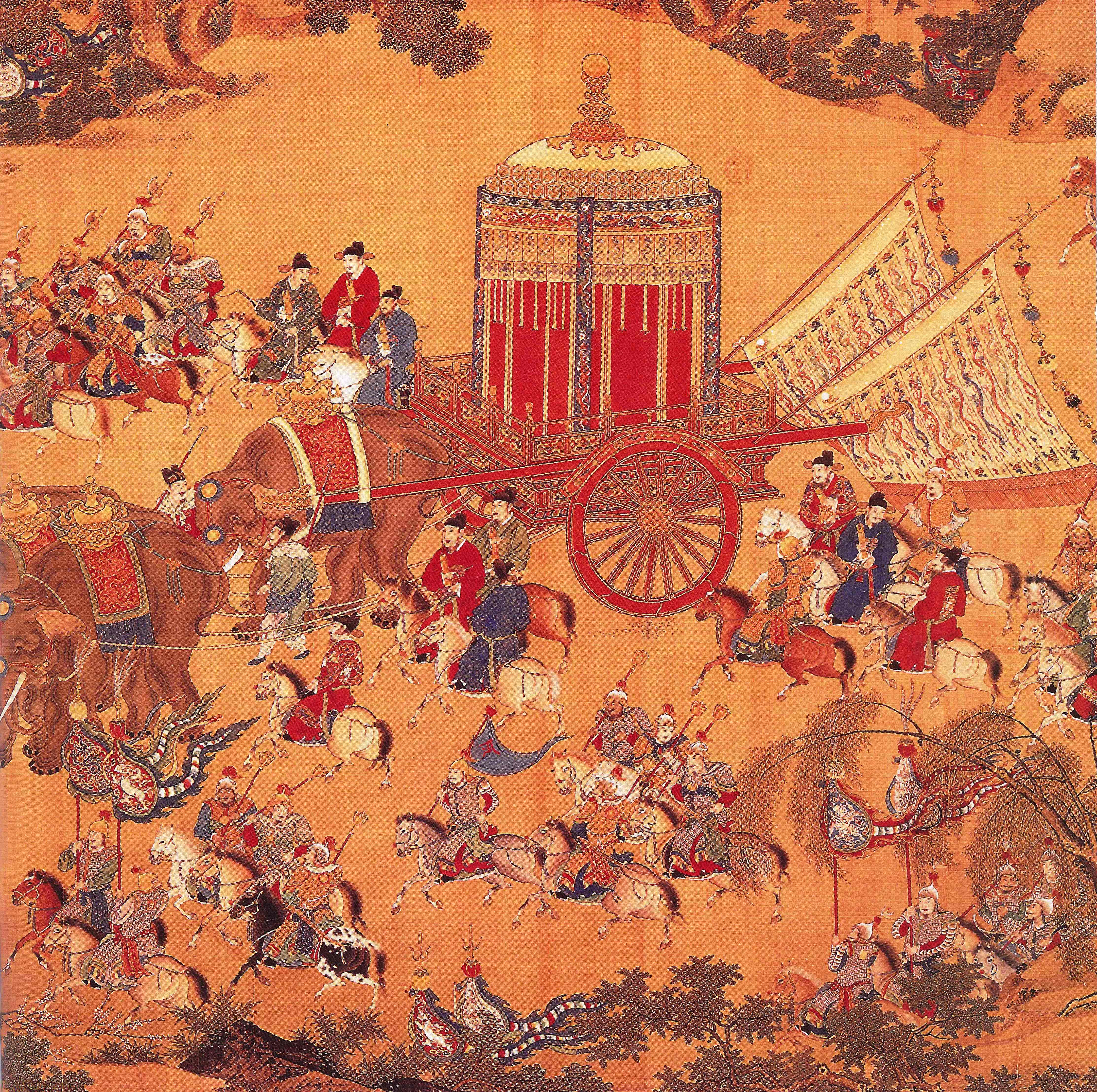
Detalle de El acercamiento del Emperador mostrando al emperador Wanli en su carruaje real empujado por elefantes y escoltado por caballería.

Los eunucos durante la dinastía Ming acapararon un poder sin precedentes sobre los asuntos del Estado. Uno de los medios más efectivos de control era el servicio secreto situado en el llamado Ala Oriental (posteriormente se trasladó al Ala Occidental). Este servicio secreto estaba controlado por el directorio ceremonial. Los eunucos tenían rangos que eran equivalentes a los rangos de servicio civil, solo que en vez de 9 tenían 4.
Los príncipes y los descendientes del primer emperador Ming tenían cargos militares nominales y grandes terrenos de tierra sin título. Estos terrenos no eran feudales, los príncipes no tenían ninguna función administrativa y solo durante los dos primeros emperadores estuvieron involucrados en actividades militares, en contraste con los príncipes de las dinastías Han y Jin, que se habían instalado en sus tierras como reyes locales. Aunque los príncipes no ejercían ninguna función administrativa, estos, los consortes de las princesas imperiales y otros parientes pertenecían a la Corte del Clan Imperial, que protegía la genealogía imperial.
Como los funcionarios de alto rango, los generales militares estaban graduados jerárquicamente y se les evaluaba por sus méritos cada cinco años. Sin embargo, los oficiales militares tenían menos prestigio que los civiles. Esto se debía a que su cargo era hereditario (y no basado en méritos) y los valores confucianos sobre los que elegían la profesión de la violencia en lugar de una actividad cultural. Aunque tenían menos prestigio, los oficiales militares no estaban excluidos de los exámenes de servicio civil y, a partir de 1478, los militares tenían que aprobar sus propios exámenes para mostrar sus habilidades militares. En suma, para tomar el poder sobre la estructura burocrática establecida desde el periodo Yuan, los emperadores Ming establecieron nuevos puestos de inspector militar ambulante. A mediados de la dinastía, los hombres de linaje noble copaban los más altos cargos militares. Esta tendencia se invirtió durante la segunda mitad del periodo Ming cuando hombres de orígenes más humildes ocuparon esos cargos.

## Sociedad y cultura

### Literatura y artes

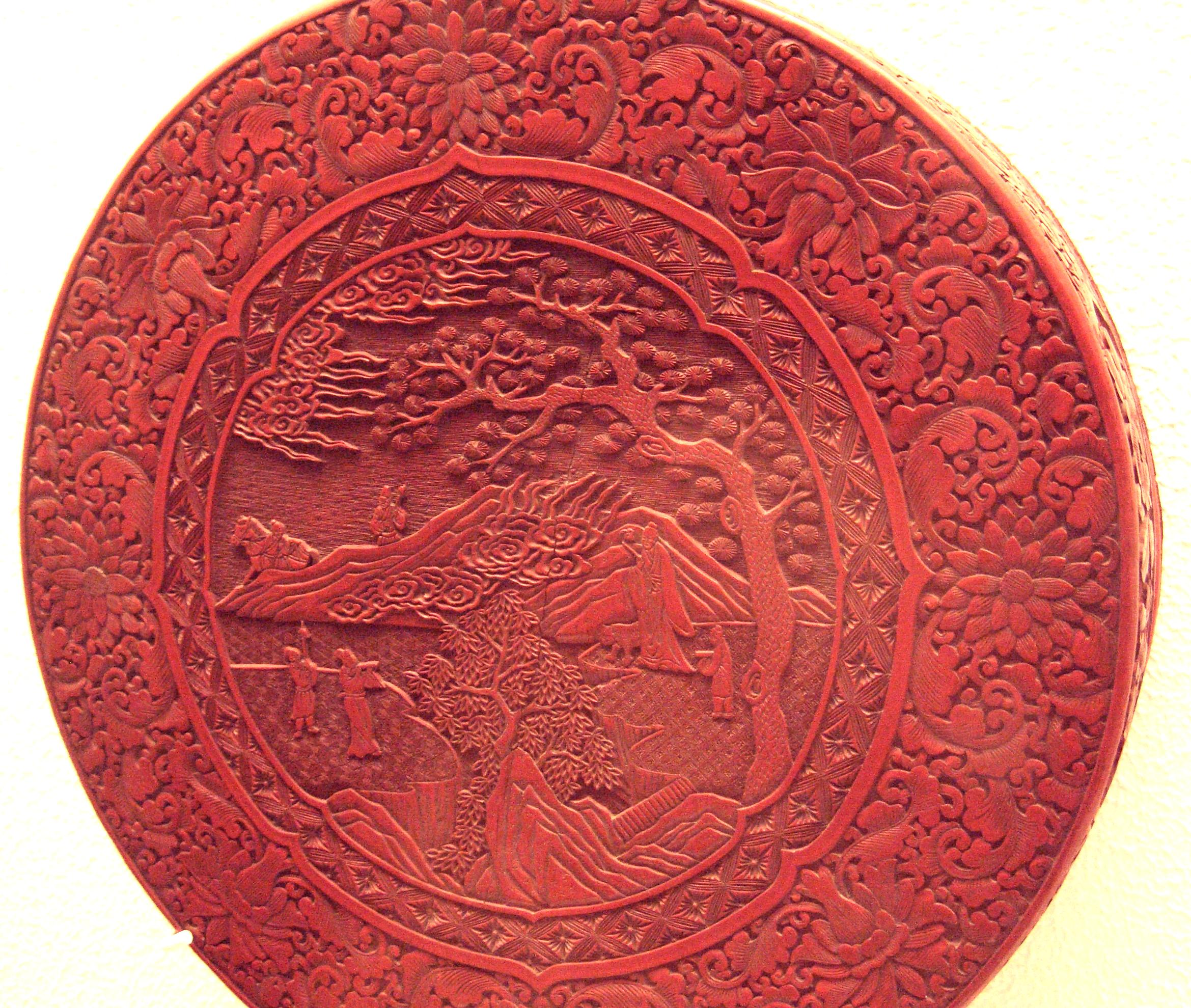
Una caja lacada de la dinastía Ming con un tallado intrincado representando una escena de gente en el campo, rodeada de un borde de diseño floral.

Como en las dinastías previas, bajo los Ming China vivió un florecimiento de las artes: pintura, poesía, música, literatura y teatro. Los diseños representados en objetos lacados y de porcelana eran tan complejos como los que aparecían en pintura. Estos objetos se encontraban en las casas de los más pudientes junto a sedas y figuras de jade, marfil y cloisonné. Las casas de los ricos estaban ornamentadas con muebles de palisandro y celosías. Los materiales de escritura de los estudios de los funcionarios, incluyendo elaboradas cajas de pinceles hechas de piedra o madera, se diseñaban ritualmente para dar una apariencia estética.
La demanda de artículos refinados hacia finales del periodo Ming daba trabajo a marchantes de arte y a falsificadores que hacían imitaciones de los originales. De esto se percató el jesuita Matteo Ricci durante su estancia en Nankín, y sobre ello escribió que los artistas imitadores chinos eran ingeniosos a la hora de falsificar obras de arte y obtenían grandes beneficios. Sin embargo, había guías para ayudar a los coleccionistas. En el libro de Liu Tong, impreso en 1635, este contaba a sus lectores varias formas de descubrir obras de arte falsas. Revelaba que durante la era Xuande (1426-1435), las obras en bronce podían autentificarse si uno sabía cómo juzgar su lustre. Las porcelanas de la era Yongle (1402-1424) podían identificarse por su grosor.

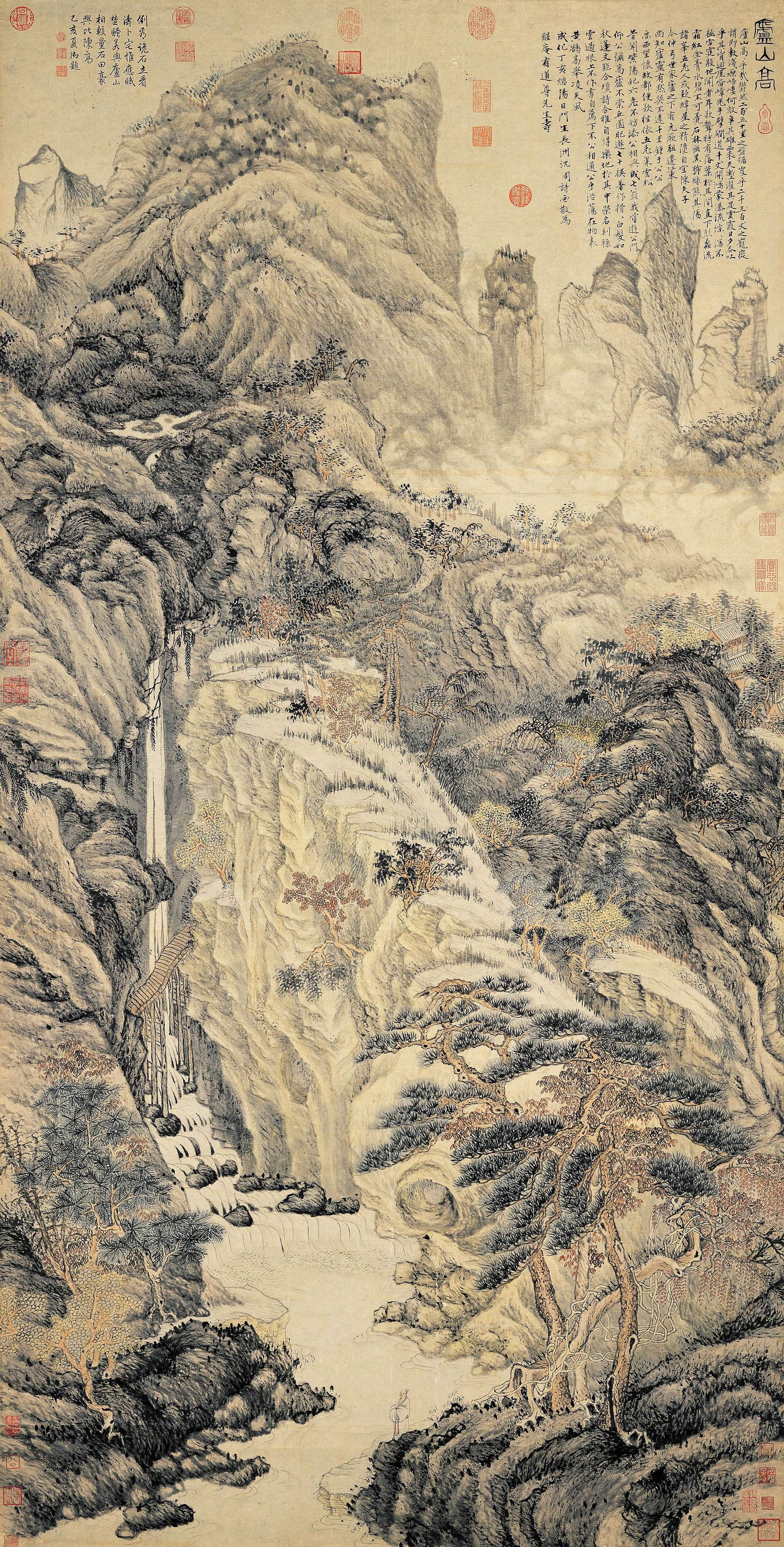
Majestuoso Monte Lu, por Shen Zhou, 1467.

Hubo un gran número de mejoras literarias durante la dinastía Ming. Xu Xiake (1587-1641), un autor de literatura de viajes, publicó Diarios de Viaje, una obra de 404.000 caracteres en la que daba información sobre todos los aspectos geográficos y mineralógicos locales. La primera referencia a periódicos privados publicados en Pekín data de 1582; en 1638 la gaceta de Pekín cambió la Impresión xilográfica por la imprenta de tipos móviles. El nuevo campo literario de guías morales sobre las éticas comerciales se desarrolló a finales de la dinastía dirigida a los lectores de la clase de mercaderes. Aunque la ficción de historias breves fue popular desde tiempos de la dinastía Tang (618-907), y la obra de autores contemporáneos como Xu Guangqi, Xu Xiake y Song Yingxing era técnica y enciclopédia, la era Ming fue testigo del desarrollo de la novela. Mientras que la élite estaba suficientemente educada para entender el chino clásico, los que solo podían acceder a la educación básica (mujeres de familias pudientes, mercaderes y dependientes) comenzaron a ser un grupo muy amplio y se convirtieron en una potente audiencia de literatura y artes escénicas que usaban el chino vernáculo. El Jin Ping Mei, publicado en 1610, se considera como la quinta gran novela de la China premoderna, en referencia a las cuatro novelas clásicas chinas. Dos de estas novelas, Viaje al Oeste y A la orilla del agua se publicaron bajo la dinastía Ming. Para complementar la función de estas obras, las obras de teatro eran muy imaginativas. Una de las obras más famosas de la historia china, Mu Dan Ting, fue escrita por el escritor Ming Tang Xianzu (1550-1616), habiendo sido representada por primera vez en el pabellón del Príncipe Teng en 1598.
En contraste con Xu Xiake, quien se centró en los aspectos técnicos en su literatura de viajes, el poeta y funcionario chino Yuan Hongdao (1568-1610) usó la literatura de viajes para expresar sus deseos de individualismo y su autonomía y frustración con los políticos confucianos. Yuan deseó liberarse de los compromisos éticos que eran inseparables de la carrera de un alto funcionario. Este sentimiento anti oficial de la literatura y poesía de Yuan no hacía sino continuar la tradición del poeta funcionario de la dinastía Song Su Shi (1037-1101). Yuan Hongdao y sus dos hermanos, Yuan Zongdao (1560-1600) y Yuan Zhongdao (1570-1623), fueron los fundadores de la Escuela de letras Gong’an. Esta escuela de poesía y prosa extremadamente individualista fue muy criticada por las autoridades confucianas por su asociación con la lírica sensual, lo que también aparecía evidente en las novelas vernáculas como el Jin Ping Mei. Incluso los nobles y altos funcionarios se vieron afectados por la nueva literatura popular romántica, buscando cortesanas como almas gemelas para llevar a cabo heroicas historias de amor cuyo final feliz solían impedir los matrimonios ya concertados.

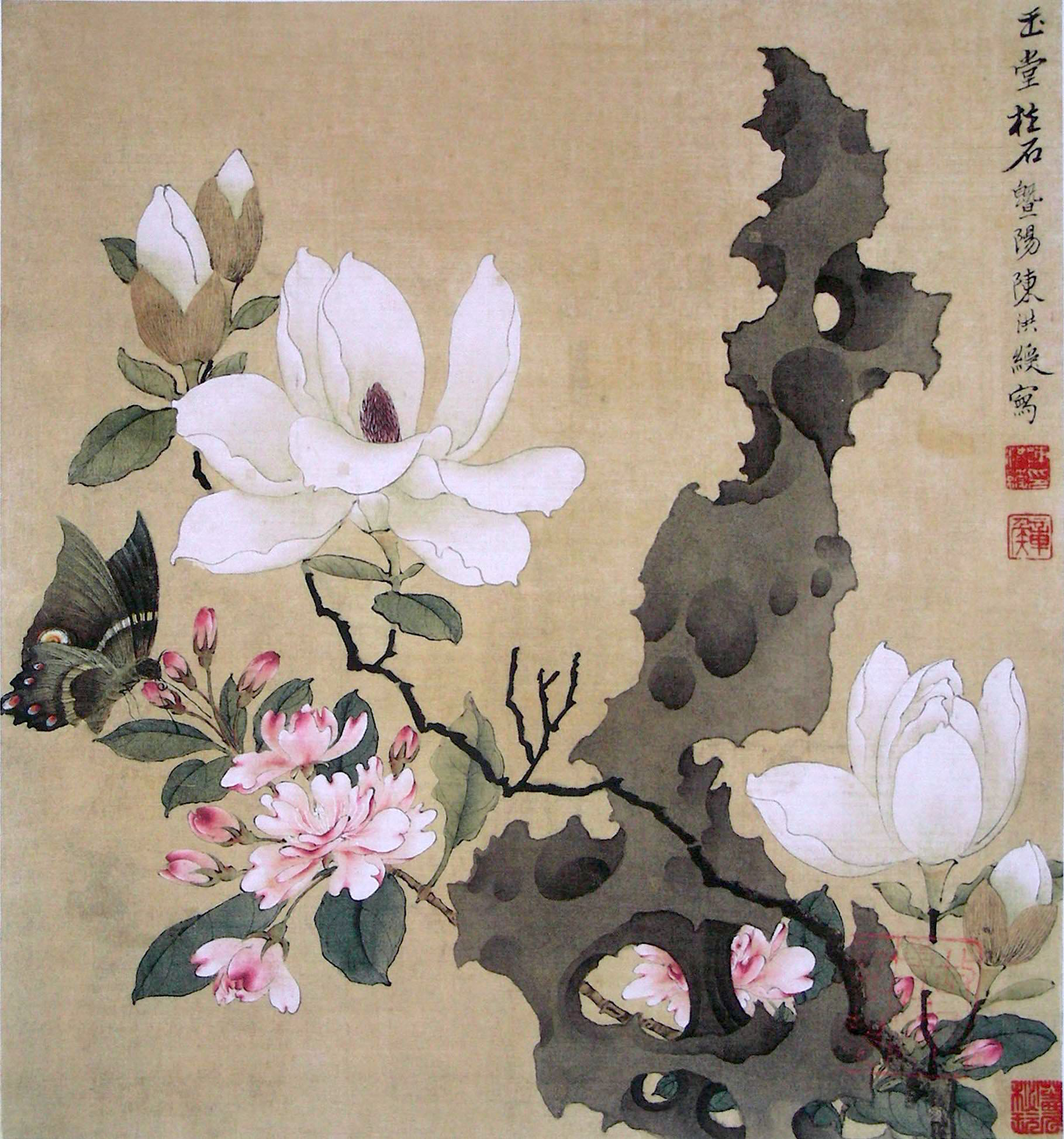
Pintura de flores, una mariposa y rocas esculturales por Chen Hongshou (1598-1652); pequeñas pinturas de hojas como esta se hicieron populares durante la dinastía Song.

Hubo muchos artistas visuales famosos durante el periodo Ming, incluyendo Ni Zan, Shen Zhou, Tang Yin, Wen Zhengming, Qiu Ying, Dong Qichang y muchos otros. Hicieron uso de las técnicas, estilos y complejidad de las pinturas de sus predecesores Song y Yuan, pero añadieron algunas nuevas técnicas y estilos. Los artistas Ming conocidos podían ganarse la vida pintando gracias a los altos precios que pedían por sus obras de arte y la gran demanda por parte de la comunidad educada, muy interesada en coleccionar. El artista Qiu Ying recibió en una ocasión 2,8 kg de plata por pintar un largo rollo en ocasión de un ochenta cumpleaños de la madre de un rico patrón. Los artistas renombrados a menudo se rodeaban de un grupo de seguidores, algunos de los cuales eran principiantes que pintaban mientras se preparaban para ser funcionarios y otros pintores a tiempo completo.
Además de los pintores, algunos ceramistas también se hicieron famosos por su arte, como He Chaozong a principios del siglo XVII por su estilo en la escultura de porcelana blanca. Los centros de producción masiva de porcelana durante la dinastía Ming fueron Jingdezhen en Jiangxi y Dehua en Fujian. Las factorías de porcelana de Dehua cumplían con los gustos europeos para fomentar la exportación de cerámica china en el siglo XVI. En The Ceramic Trade in Asia, Chuimei Ho estima que el 16 % de las exportaciones de cerámica china se enviaban a Europa y el resto a Japón y el Sudeste Asiático.

### Religión

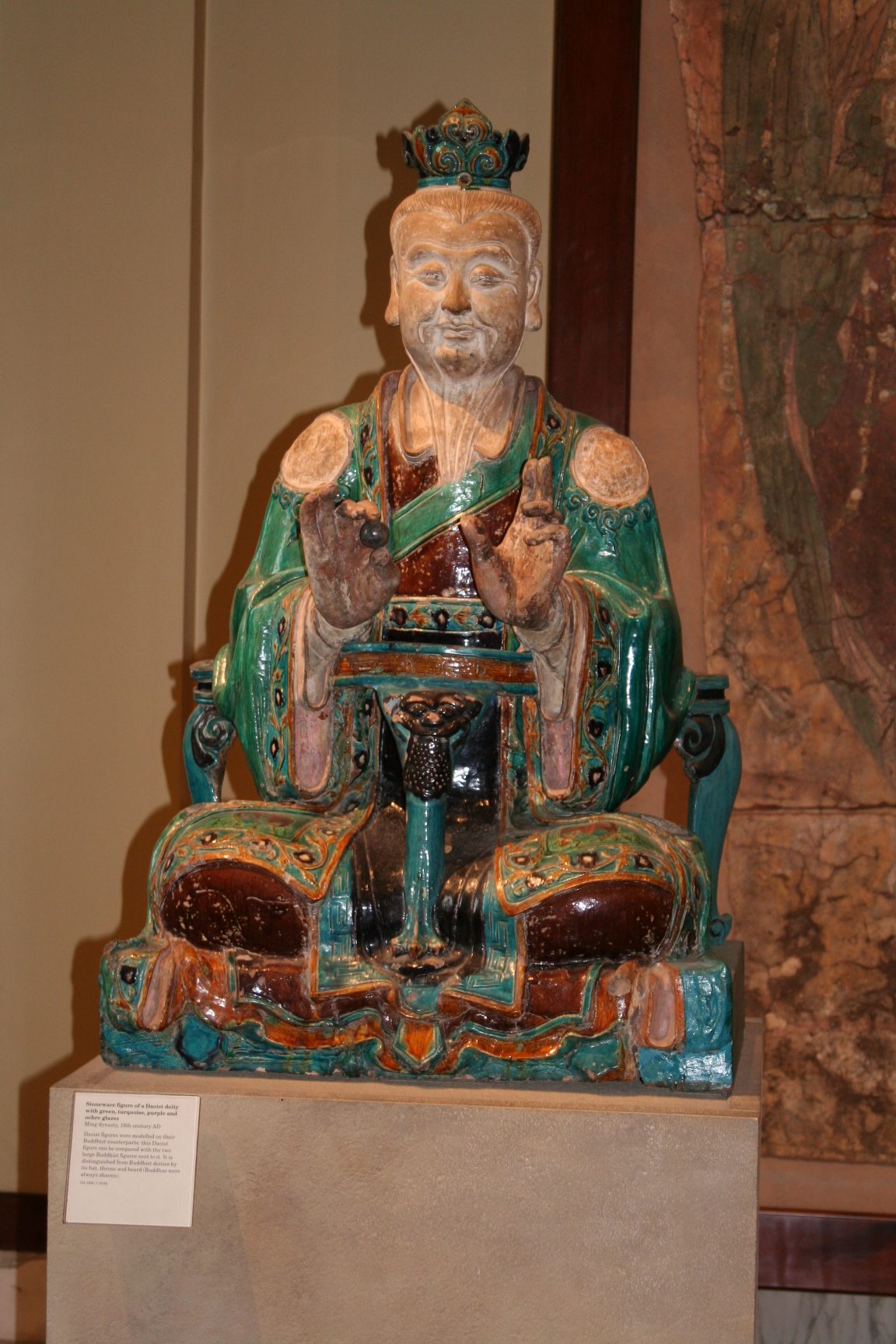
Figurilla de piedra de una deidad taoísta, de la dinastía Ming,.

Las creencias religiosas predominantes durante la dinastía Ming fueron las tradicionales mezclas entre el culto a los ancestros, taoísmo y budismo. Los chinos creían en una gran cantidad de deidades reunidas en la religión tradicional china.
A finales del periodo Ming llegaron los primeros misioneros jesuitas desde Europa, tales como Matteo Ricci y Nicolas Trigault. Hubo también otras congregaciones como los dominicos y los franciscanos.
Ricci trabajó con el matemático, astrónomo y agrónomo chino Xu Guangqi para traducir la obra matemática griega Elementos de Euclides al chino en 1607. Los chinos estaban impresionados con el conocimiento europeo sobre astronomía, ciencia caléndrica, matemáticas, hidráulica y geografía. La mayoría de los monjes europeos se presentaban a sí mismos más como miembros de la élite educada que como figuras religiosas, en un esfuerzo para ganarse la confianza y admiración de los chinos. Sin embargo, la mayoría de los chinos eran suspicaces e incluso críticos con el cristianismo porque las creencias y prácticas chinas no coincidían con la fe cristiana. El punto álgido de esta disputa fue el incidente religioso de Nankín de 1616, un triunfo temporal de los tradicionalistas confucianos cuando los misioneros occidentales fueron rechazados en favor de la creencia de que la ciencia occidental derivaba de un modelo chino superior. Esto fue rechazado pronto y se volvió a inundar el Cuadro Astronómico Imperial de misioneros occidentales educados en ciencias.
Además del cristianismo, los judíos de Kaifeng tuvieron una larga historia en China. Ricci descubrió esto cuando fue contactado por uno de ellos en Pekín y aprendió su historia. El Islam ha existido en China desde el siglo VII, durante la dinastía Tang. Durante la era Ming hubo varias figuras prominentes, entre ellas Zheng He, que profesaban la fe musulmana. El emperador Hongwu nombró comandantes de la armada a muchos musulmanes como Chang Yuqun, Lan Yu, Ding Dexing y Mu Ying.

### Filosofía

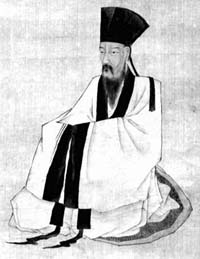
Wang Yangming (1472–1529), considerado el más influyente pensador confuciano desde Zhu Xi.

#### Confucianismo de Wang Yangming
Durante la dinastía Ming, las doctrinas del alto funcionario de la era Song Zhu Xi (1130-1200) y el neoconfucianismo fueron ampliamente adoptadas en la corte imperial y entre los intelectuales de China. Sin embargo, la conformidad completa a un solo modo de pensamiento nunca fue común en la esfera intelectual china. Hubo algunos Ming que, como el escritor Song Su Shi (1037-1101), eran rebeldes por naturaleza y no paraban de criticar el pensamiento dogmático imperante. Wang Yangming (1472-1529) fue un alto funcionario que lideró una nueva corriente de enseñanza y filosofía confucianas, cuyos críticos afirmaban que sus enseñanzas estaban contaminadas por el budismo zen.
Analizando el concepto de Zhu Xi de “extensión del conocimiento” (ganar entendimiento a través de una investigación cuidadosa y racional de las cosas y los sucesos), Wang se dio cuenta de que los principios universales eran conceptos ligados a las mentes de todos. Rompiendo el molde, Wang dijo que cualquiera, independientemente de su estatus socioeconómico, podría llegar a ser tan sabio como los antiguos sabios Confucio y Mencio, y que las escrituras de estos dos no eran fuente de verdad, sino simples guías que podrían tener fallos si se examinasen cuidadosamente. En la mente de Wang, un campesino que tuviera muchas experiencias y dibujase verdades naturales de ellas era más sabio que un funcionario que hubiera estudiado cuidadosamente los clásicos sin haber experimentado el mundo real para observar qué era cierto.

#### Reacción conservadora

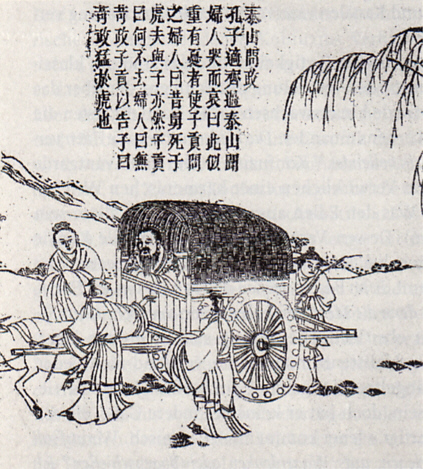
Impresión de la época de la dinastía Ming mostrando a Confucio en su camino hacia Luoyang, la capital Zhou.

Los oficiales confucianos conservadores eran recelosos de la interpretación filosófica de Wang de los clásicos confucianos, de su creciente número de discípulos y su mensaje rebelde. Para poner freno a su influencia política fue enviado en varias ocasiones fuera para tratar asuntos militares y rebeliones lejos de la capital. Aun así, sus ideas penetraron en la corriente de pensamiento chino y relanzaron el interés en el taoísmo y el budismo. Además, la gente comenzó a preguntarse por la validez de la jerarquía social y la idea de que un funcionario estaba por encima de un granjero. El minero y discípulo de Wang Yangming Wang Gen realizó lecturas a los plebeyos sobre la educación para mejorar sus vidas, mientras que su seguidor He Xinyin desafió la elevación y el énfasis en la familia en la sociedad china. Su contemporáneo Li Zhi (1527-1602) llegó a enseñar que las mujeres eran intelectualmente iguales a los hombres y deberían recibir una mejor educación. Ambos murieron en prisión, encarcelados por difundir “ideas peligrosas”. Pese a ello, estas “peligrosas ideas” sobre la educación femenina ya habían sido acogidas por madres que ofrecían a sus hijas educación primaria y cortesanas que se formaban en literatura, pintura, poesía y caligrafía como sus anfitriones masculinos.
En oposición a las ideas liberales de Wang Yangming estaban los funcionarios conservadores del Censorado, una institución gubernamental con derecho y responsabilidad de actuar contra el abuso del poder y la malversación, y los funcionarios de la academia Donglin, establecida en 1604. Los conservadores querían un resurgir de las éticas confucianas ortodoxas. Algunos, como Gu Xiancheng (1550-1612) discutieron contra la idea de Wang Yangming del conocimiento moral innato, arguyendo que eso no era más que una legitimación de comportamientos inmorales como acciones avariciosas y búsqueda de beneficios personales. Estas dos corrientes de pensamiento confuciano crearon una división entre los ministros del Estado, quienes usaban cualquier oportunidad para poner en tela de juicio a los miembros de la otra facción en la corte, como ya sucedía durante la dinastía Song entre Wang Anshi y Sima Guang.

### Vida rural y vida urbana
Wang Gen fue capaz de ofrecer enseñanzas filosóficas a muchos plebeyos de diferentes regiones gracias a que, siguiendo la tendencia surgida durante la era Song, las comunidades de la sociedad Ming se estaban haciendo menos aisladas gracias a la reducción de la distancia entre los mercados. Las escuelas, los grupos de disidentes, las asociaciones religiosas y otras organizaciones voluntarias locales se incrementaron en número, lo que permitía más contacto entre la minoría educada y los locales iletrados. Jonathan Spence escribió que la distinción entre lo que era ciudad y campo se disipó en la China ming, dado que las áreas suburbanas con granjas se situaban fuera –y en algunos casos dentro– de las murallas de las ciudades. No solo se produjo este difuminado entre ciudad y campo sino que también una ruptura de las cuatro ocupaciones socioeconómicas tradicionales, dado que los artesanos ahora trabajaban también en las granjas en periodos de mayor necesidad de mano de obra y los granjeros viajaban a las ciudades para buscar trabajo en tiempos de escasez.

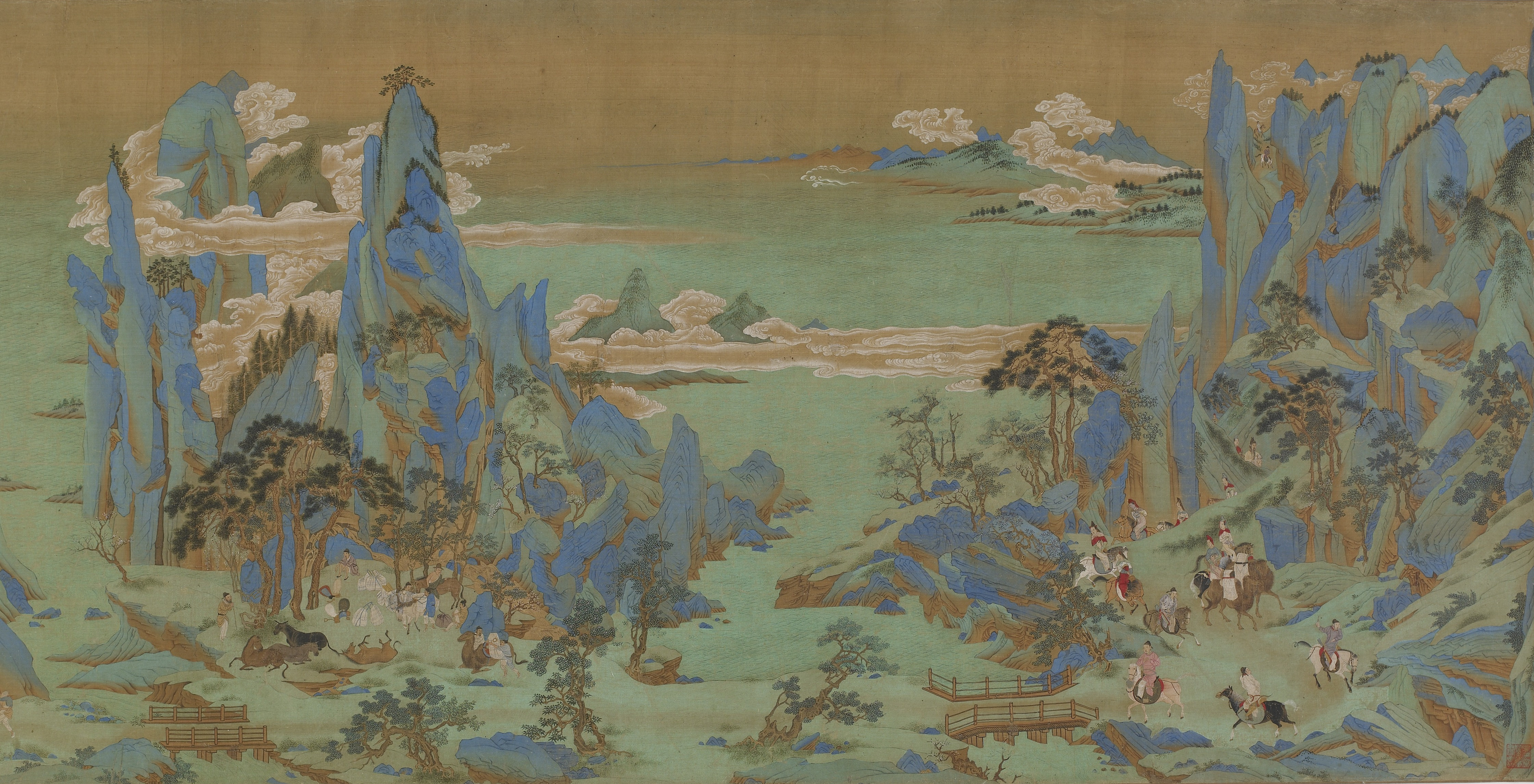
El viaje del emperador Minghuang a Sichuan, pintura de la época de la dinastía Ming.

Se podía escoger una amplia variedad de ocupaciones o heredarla de la línea paterna. Esto podía incluir, aunque no se limitaba solo a ello, fabricantes de ataúdes, herreros, sastres, cocineros, fabricantes alimenticios, zapateros, fabricante de sellos, tenderos, proxenetas, mercaderes y banqueros mercantes involucrados en una protobanca con letras de cambio. Prácticamente cada pueblo tenía un burdel donde podía haber tanto mujeres como varones prostituyéndose. Los prostitutos masculinos tenían un mayor precio que las concubinas dado que la pederastia con un adolescente se veía como signo de estatus social, independientemente de que la sodomía era algo repugnante según las normas sociales. Los baños públicos se volvieron muy comunes que en épocas anteriores. Las tiendas urbanas y los minoristas vendían una gran variedad de bienes como papel funerario para quemar en sacrificios ancestrales, objetos de lujo, sombreros, ropas elegantes, tés y otros. Las comunidades más pequeñas y los municipios demasiado pobres o esparcidos para tener tiendas y artesanos conseguían sus bienes a través de mercados periódicos y vendedores ambulantes. Una localidad pequeña también podía tener un lugar dedicado a la enseñanza primaria, las noticias y los cotilleos, las competiciones deportivas, los festivales religiosos, grupos de teatro ambulantes, recolección de impuestos y bases de distribución de alimentos en épocas de hambre.
Los granjeros del norte pasaban sus días recogiendo grano como el trigo y el mijo mientras que los del sur del río Huai se dedicaban al cultivo intensivo de arroz y tenían lagos y estanques con patos y peces. El cultivo de moreras para gusanos de seda y arbustos de té se encontraban al sur del río Yangzi. Incluso más al sur se encontraban cultivos de caña de azúcar. Algunos habitantes del Sudoeste montañoso vivían de vender madera de bambú. Además de cortar los árboles para vender la madera, los pobres también se ganaban la vida fabricando carbón, quemando conchas de ostra para hacer limo, cocinaban y tejían tapetes y cestas. En el Norte, viajar a caballo y con un carruaje era normal mientras que en el Sur la gran cantidad de ríos, canales y lagos ofrecían un transporte acuático barato y fácil. Mientras el sur tenía la característica de los terratenientes ricos y dueños de granjas, había de media muchos más dueños-cultivadores al norte del río Huai debido al duro clima, que no permitía más que alcanzar el nivel de subsistencia.

## Ciencia y tecnología

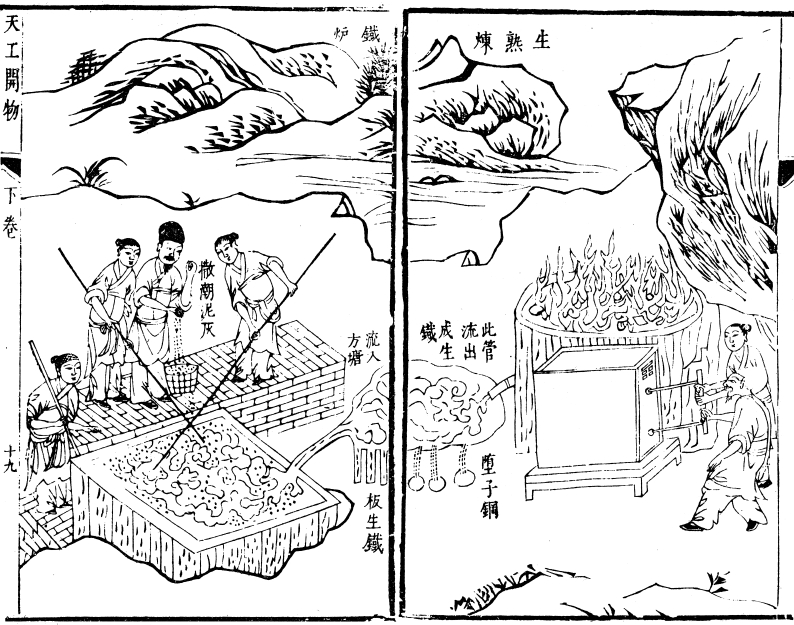
Proceso de fundido del mineral del hierro para obtener arrabio y luego hierro forjado; se muestra a los hombres trabajando en la fundición. De la enciclopedia Song Yingxing, 1637.

En contraste con el florecimiento tecnológico y científico de la dinastía Song, durante el periodo Ming se vieron menos avances en ciencia y tecnología, a diferencia de Europa, donde fue en este periodo histórico cuando comenzó una gran era de descubrimientos. De hecho, los avances más importantes en la ciencia china de este periodo se deben al contacto con los europeos. En 1626, Johann Adam Schall von Bell escribió el primer tratado chino sobre el telescopio, el Yuanjingshuo (cristal óptico para ver lejos); en 1634, el último emperador Ming, Chongzhen, adquirió el telescopio de Johann Schreck (1576-1630). El modelo heliocéntrico del sistema solar era rechazado por los misioneros católicos en China, pero las ideas de Johannes Kepler y Galileo Galilei fueron entrando lentamente en China a través del jesuita polaco Michael Boym en 1627 y del tratado de Adam Schall von Bell en 1640. Los jesuitas católicos en China promovieron la teoría de Copérnico en la corte, mientras que mostraba el sistema de Ptolomeo en sus escritos. No sería hasta 1865 que los misioneros católicos promocionaron el modelo heliocéntrico. Aunque Shen Kuo (1031-1095) y Guo Shoujing (1231-1316) habían asentado las bases para la trigonometría en China, no se publicó otra importante obra en trigonometría hasta 1607, con los esfuerzos de Xu Guangqi y Matteo Ricci. Irónicamente, algunos inventos que tuvieron su origen en la China antigua fueron reintroducidos en este país a través de Europa, como por ejemplo el molino de campo.

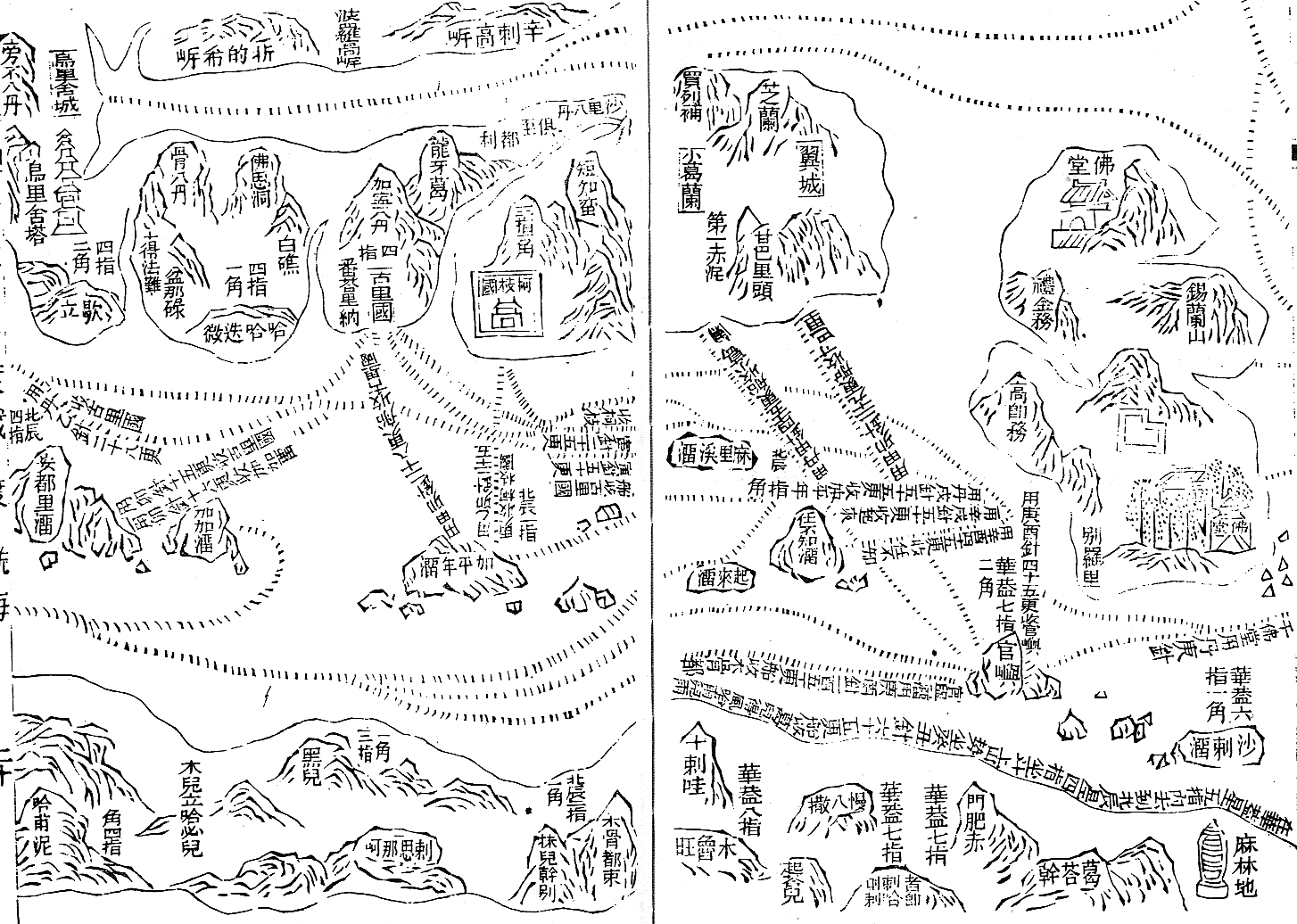
Mapa del mundo conocido por Zheng He: India arriba, Ceilán arriba derecha y el Este de África en la parte baja.

El calendario chino necesitaba reformarse dado que calculaba incorrectamente el año solar en 365 días y cuarto, ofreciendo un error de 10 minutos y 14 segundo cada año, lo que supone un día de error cada 128 años. Aunque la dinastía Ming había adoptado el calendario Shuoshi de Guo Shoujing en 1281, que era tan preciso como el calendario gregoriano, el Directorio Ming de Astronomía fue incapaz de reajustarlo periódicamente. Esto se debió, quizás, a su falta de experiencia dado que sus funcionarios eran herederos de los Ming, y sus estatutos prohibían la involucración privada en astronomía. Un descendiente en sexta generación del emperador Hongxi, el “príncipe” Zhu Zaiyu (1536-1611), propuso un arreglo del calendario en 1595, pero la comisión astronómica ultra conservadora lo rechazó. Este fue el mismo Zhu Zaiyu que descubrió el sistema de tonos de temperamento igual, un descubrimiento realizado simultáneamente por el neerlandés Simon Stevin (1548-1620). Además de publicar su obra sobre música, fue capaz de mostrar sus descubrimientos sobre el calendario en 1597. Un año después de que lo hiciera Zhu Zaiyu, Xing Yunlu propuso mejorar el calendario, propuesta que fue rechazada alegando la prohibición de practicar privadamente la astronomía. Xing sería el que posteriormente ayudaría a Xu Guangqi a reformar el calendario en 1629 de acuerdo con las normas europeas.

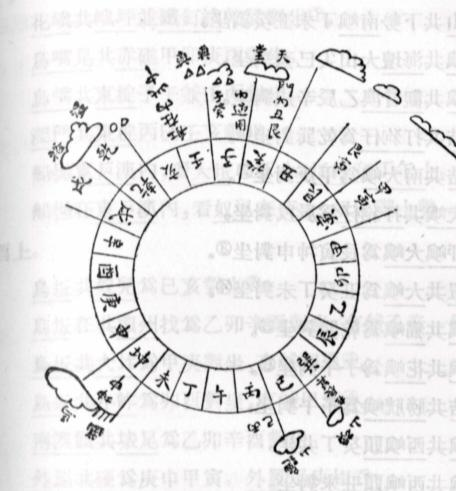
Brújula de 24 puntos usada por Zheng He durante sus exploraciones.

Cuando el fundador de los Ming, Hongwu, encontró los dispositivos mecánicos guardados en el palacio de la dinastía Yuan en Janbalic, tales como fuentes con bolas que flotaban en sus chorros, tigres autómatas, aspersores de perfume con forma de cabeza de dragón y relojes mecánicos de Yi Xing (683-727) y Su Song (1020-1101), asoció todos ellos con la ascendencia mongola y los mandó destruir. Esto fue descrito profusamente por el director de división del Ministerio de Obras Públicas, Xiao Xun, quien guardó con cuidado algunos detalles de la arquitectura y disposición del palacio Yuan. Posteriormente, los jesuitas europeos como Matteo Ricci y Nicolas Trigault comentaron brevemente los relojes indígenas chinos con engranajes. Sin embargo, ambos se apresuraron a indicar que los relojes europeos del siglo XVI eran más avanzados que los dispositivos de cómputo temporal chinos (relojes de agua, relojes de incienso y otros que usaban engranajes movidos por arena). Los documentos chinos describen un reloj de cinco engranajes movidos por arena, un mecanismo pionero de Zhan Xiyuan que llevó al reloj astronómico de Su Song. Este reloj movido con arena fue mejorado por Zhou Shuxue en 1540, quien añadió una cuarta rueda grande, cambió los ratios de los diámetros y ensanchó el orificio para recoger arena puesto que el modelo anterior se atascaba a menudo.

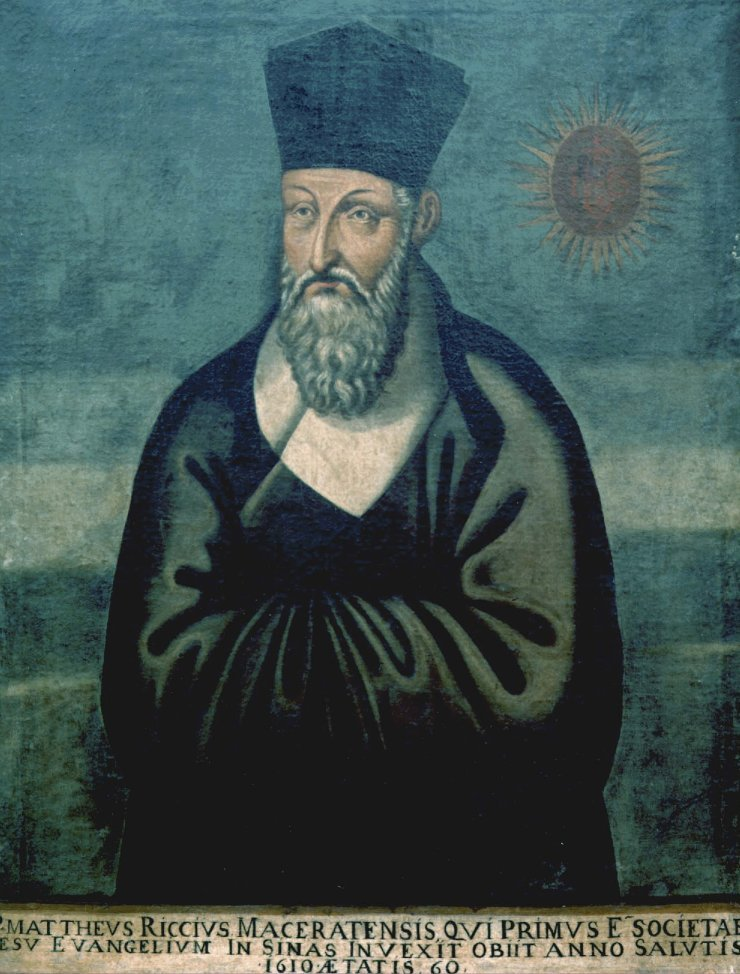
Retrato de Matteo Ricci por Yu Wenhui, latinizado como Emmanuel Pereira, fechado en el año de la muerte de Ricci, 1610.

Los chinos estaban intrigados por la tecnología europea, pero también estos lo estaban con la tecnología china. En 1584, Abraham Ortelius apuntó en su atlas Theatrum Orbis Terrarum la peculiar innovación china de añadir mástiles y velas a las carretillas iguales a las de los barcos. Juan González de Mendoza también mencionó esto un año después, añadiendo la descripción de las velas, que eran de seda, mientras que Gerardus Mercator también las añadía en su atlas. John Milton las nombró en sus poemas y Andreas Everardud van Braan Houckgees en sus escritos sobre sus viajes a China.

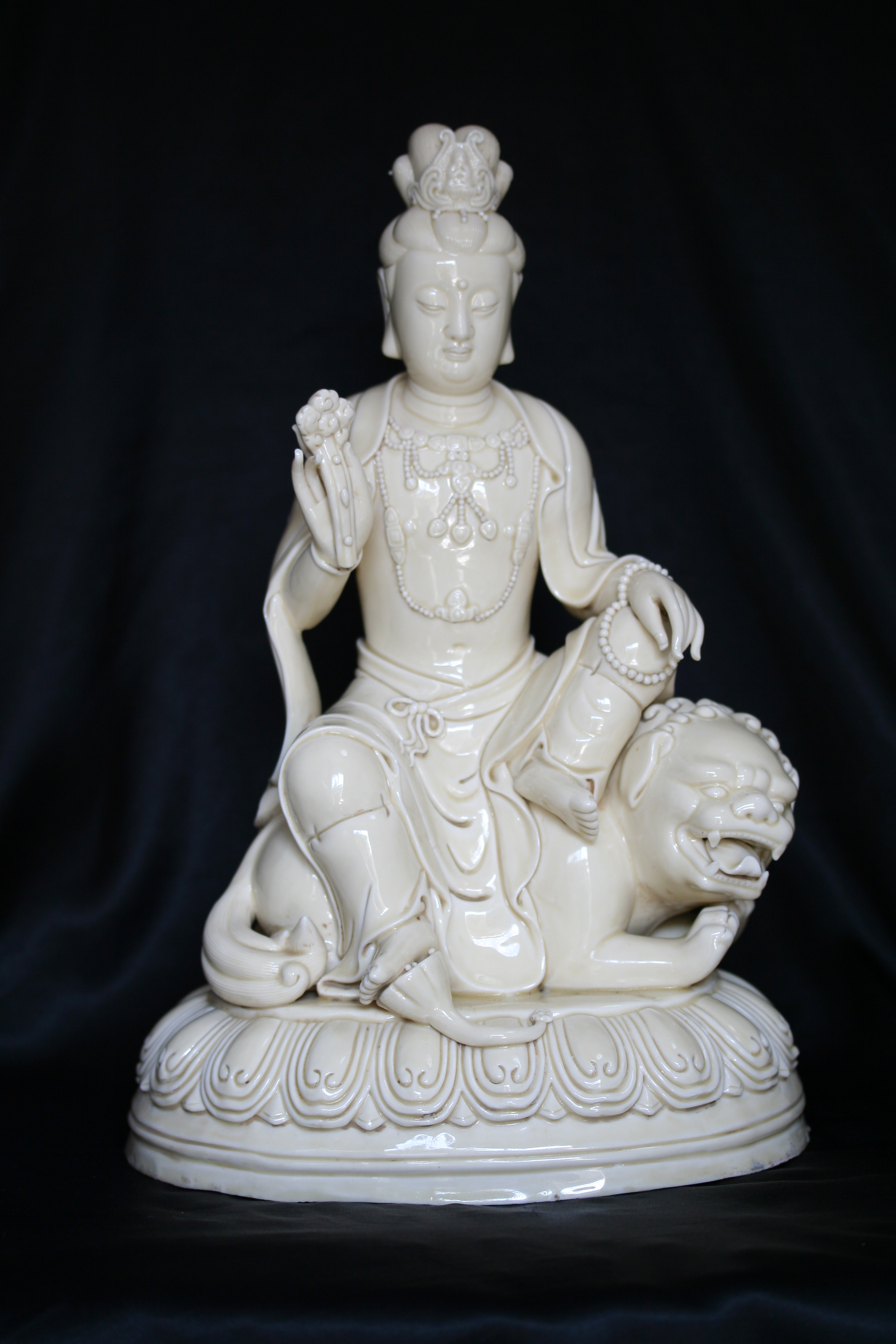
Bodhisattva Manjusri en porcelana china, por He Chaozong, ; Song Yingxing dedicó una sección entera de su libro a la cerámica china.

El enciclopedista Song Yingxing (1587-1666) documentó un amplio abanico de tecnologías y procesos industriales y metalúrgicos en su Tiangong Kaiwu (天工開物) de 1637. Esto incluía dispositivos de tracción mecánica e hidráulica, indumentaria de buceo para los pescadores de perlas, los procesos anuales de sericultura y ruecas para tejer, procesos metalúrgicos como el crisol y el templado del acero, procesos de manufactura como el tostado de pirita para convertir el óxido sulfúrico en azufre para la pólvora y el uso de armas de fuego como la mina marina.
Centrándose en la agricultura en su Nongzheng Quanshu, el agrónomo Xu Guangqi (1562-1633) se interesó en la irrigación, los fertilizantes, las hambrunas, los granos textiles y económicos y la observación empírica de los elementos que llevó a una primera aproximación a comprender la química.
Hubo muchos avances y nuevos diseños de armas de fuego durante los comienzos de la dinastía, pero después se tendió a utilizar los modelos europeos de artillería. El Huolongjing, compilado por Jiao Yu y Liu Ji en 1375 mostraba numerosos tipos de armas de fuego punteras. Esto incluía bolas de cañón huevas y llenas de pólvora, minas terrestres con complejos mecanismos, Needham (1986), Volume 5, Part 7, 203–5.</ref minas marinas,<ref>Needham (1986), Volumen 5, Parte 7, 205.</ref> cohetes con aletas para control aerodinámico, cohetes multietapa propulsados por motor de ignición y cañones de mano.
Li Shizhen (1518-1593), uno de los farmacólogos más famosos de China, vivió a finales de la dinastía Ming. En 1587, completó el primer borrador de su Bengao Gangmu, que detallaba el uso de más de 1800 drogas medicinales. Aunque supuestamente fue inventado por un ermitaño taoísta del monte Emei a finales del siglo X, el proceso de inoculación de la viruela se desarrolló durante el reinado del emperador Longqing, mucho antes de que se implantase en cualquier otro lugar. Respecto a la higiene bucal, los antiguos egipcios tenían cepillos de dientes primitivos pero los chinos fueron los primeros en inventar los modernos cepillos de dientes con cerdas en 1498.

## Población

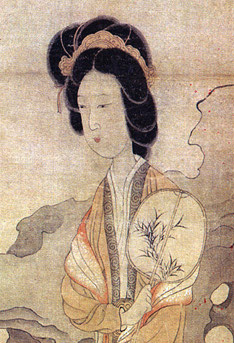
Apreciando los Ciruelos, por Chen Hongshou (1598-1652) muestra a una joven con un abanico ovalado disfrutando de la belleza de los ciruelos.

Los historiadores sinólogos aún debaten las cifras reales de población de cada etapa de la dinastía Ming. El historiador Timothy Brook señala que los datos del censo del gobierno Ming son dudosos puesto que las obligaciones fiscales llevaban a muchas familias a no informar sobre todos los miembros de su vivienda y a muchos de los funcionarios a falsificar a la baja el número de viviendas bajo su jurisdicción. Los niños en muchas ocasiones no se contabilizaban, especialmente las niñas, como se puede ver al analizar las estadísticas poblacionales de los Ming. Incluso se “escondía” a algunas mujeres adultas; por ejemplo, la prefectura de Daming, en la provincia de Zhili, informó de una población de 378 167 hombres y 226 982 mujeres en 1502. El gobierno intentó revisar las cifras del censo usando estimaciones del número medio previsto en cada vivienda, pero esto no solucionó la amplitud del problema del registro de tasas. Una parte de las diferencias de género se puede atribuir al infanticidio femenino. La práctica está bien documentada en China, remontándose a hace más de dos mil años, y algunos autores modernos la describen como una actividad “endémica” y “practicada por casi todas las familias”. Sin embargo, los sesgados ratios por sexo, que en muchos condados excedían el 2:1 en 1586, no puede explicarse únicamente por el infanticidio.

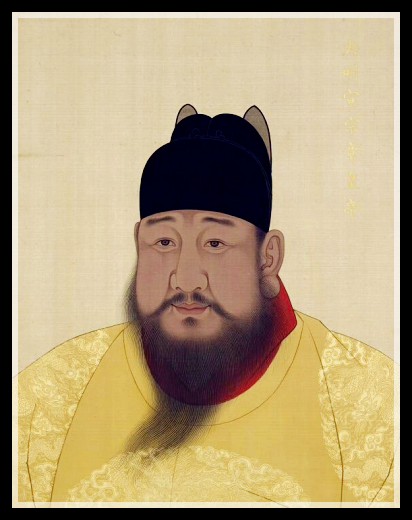
El emperador Xuande, (1425–35); él aseguró en 1428 que su población estaba disminuyendo debido a la construcción del palacio y a las aventuras militares, pero de hecho su población estaba creciendo, un hecho que notó Zhou Chen (gobernador de Hebei) en su informe de 1432 sobre el desarrollo del comercio itinerante.

EL número de gente contabilizada por el censo de 1381 era de 59.873.305 personas; sin embargo, esta cifra cayó significativamente en el censo de 1391, cuando el gobierno se dio cuenta de que unos 3 millones de personas habían desaparecido de las listas. Pese a que el hecho de no declarar a algún familiar se convirtió en un crimen castigable con la pena de muerte en 1381, la necesidad de sobrevivir empujó a numerosas personas a no apuntarse en el censo y abandonar la región; esto llevó al emperador a introducir fuertes medidas para impedir estos desplazamientos. El gobierno intentó revisar sus cifras, realizando una estimación de 60 545 812 habitantes en 1393. En su Studies on the Population of China, Ho Ping-ti sugiere revisar las cifras de 1393 hasta 65 millones puesto que había vastas zonas al norte de China y territorios fronterizos que se habían contabilizado. Brook indica que las cifras de población en los censos posteriores a 1393 oscilaban entre los 51 y 62 millones mientras que la población estaba creciendo. Incluso el emperador Hongzhi (1487-1505) señaló que el continuo incremento de impuestos coincidía con el continuo descenso de civiles y soldados registrados. William Atwell afirma que hacia 1400, la población de China podría haber alcanzado los 90 millones de personas, citando a Heijdra y Mote.
Los historiadores se interesan hoy en día en los índices geográficos de la China Ming para obtener los índices de crecimiento de la población. Con este método, Brool estima que la población global bajo el emperador Chenghua (1464-1487) era de alrededor de 75 millones de personas aunque los censos de la época ofrecían cifras de alrededor de 62 millones. Mientras que las prefecturas del imperio a mediados del periodo Ming reportaban bien un descenso de la población o bien un estancamiento, los índices locales reportaban que existían numerosos obreros itinerantes sin tierras o sin instalarse. Los emperadores Hongzhi y Zhengde redujeron las penas contra los que habían huido de sus regiones de origen y el emperador Jiajing (1521-1567) pidió el censo de los inmigrantes para incrementar los ingresos.
Incluso con estas reformas para documentar a los obreros y los mercaderes itinerantes, los censos gubernamentales de finales de la dinastía no reflejaban el enorme aumento de la población. Los índices geográficos del Imperio notaron esto e hicieron sus propias estimaciones que indicaban que la población se había doblado, triplicado o incluso quintuplicado según la región desde 1368. Fairbank estima que la población era quizás de 160 millones a finales de la dinastía Ming mientras que Brook la calcula en 175 millones y Ebrey habla de 200 millones. De todas formas, una gran epidemia se extendió por China en 1641 atravesando regiones muy densamente pobladas a lo largo del Gran Canal; una publicación del norte de Zhejiang informa de que más de la mitad de los habitantes de la región habían caído enfermos y que el 90% de los habitantes de otra zona habían muerto en 1642.

## Emperadores de la dinastía Ming
| Nombre de Era | Nombre de Era | Nombre personal | Nombre personal | Reinado   |
| ------------- | ------------- | --------------- | --------------- | --------- |
| Hongwu        | 洪武          | Zhū Yuánzhāng   | 朱元璋          | 1368-1398 |
| Jianwen       | 建文          | Zhū Yǔnwén      | 朱允炆          | 1398-1402 |
| Yongle        | 永樂          | Zhū Dì          | 朱棣            | 1402-1424 |
| Hongxi        | 洪熙          | Zhū Gāochì      | 朱高熾          | 1424-1425 |
| Xuande        | 宣德          | Zhū Zhānjī      | 朱瞻基          | 1425-1435 |
| Zhengtong     | 正統          | Zhū Qízhèn      | 朱祁鎮          | 1435-1449 |
| Jingtai       | 景泰          | Zhū Qíyù        | 朱祁鈺          | 1449-1457 |
| Tianshun      | 天順          | Zhū Qízhèn      | 朱祁鎮          | 1457-1464 |
| Chenghua      | 成化          | Zhū Jiànshēn    | 朱見深          | 1464-1487 |
| Hongzhi       | 弘治          | Zhū Yòutáng     | 朱祐樘          | 1487-1505 |
| Zhengde       | 正德          | Zhū Hòuzhào     | 朱厚照          | 1505-1521 |
| Jiajing       | 嘉靖          | Zhū Hòucōng     | 朱厚熜          | 1521-1566 |
| Longqing      | 隆慶          | Zhū Zǎihòu      | 朱載垕          | 1566-1572 |
| Wanli         | 萬曆          | Zhū Yìjūn       | 朱翊鈞          | 1572-1620 |
| Taichang      | 泰昌          | Zhū Chángluò    | 朱常洛          | 1620      |
| Tianqi        | 天啟          | Zhū Yóujiào     | 朱由校          | 1620-1627 |
| Chongzhen     | 崇禎          | Zhū Yóujiǎn     | 朱由檢          | 1627-1644 |

### Emperadores de la dinastía Ming del Sur
| Nombre de Era | Nombre de Era | Nombre personal | Nombre personal | Reinado   |
| ------------- | ------------- | --------------- | --------------- | --------- |
| Hongguang     | 弘光          | Zhū Yóusōng     | 朱由崧          | 1644-1645 |
| Longwu        | 隆武          | Zhū Yùjiàn      | 朱聿鍵          | 1645-1646 |
| –             | –             | Zhū Chángfāng   | 朱常淓          | 1645      |
| Gengyin       | 庚寅          | Zhū Yǐhǎi       | 朱以海          | 1645-1655 |
| Shàowǔ        | 紹武          | Zhū Yùyuè       | 朱聿鐭          | 1646-1647 |
| Dōngwǔ        | 東武          | Zhū Chángqīng   | 朱常清          | 1648-1649 |
| Yǒnglì        | 永曆          | Zhū Yóuláng     | 朱由榔          | 1646-1662 |